# フュルト

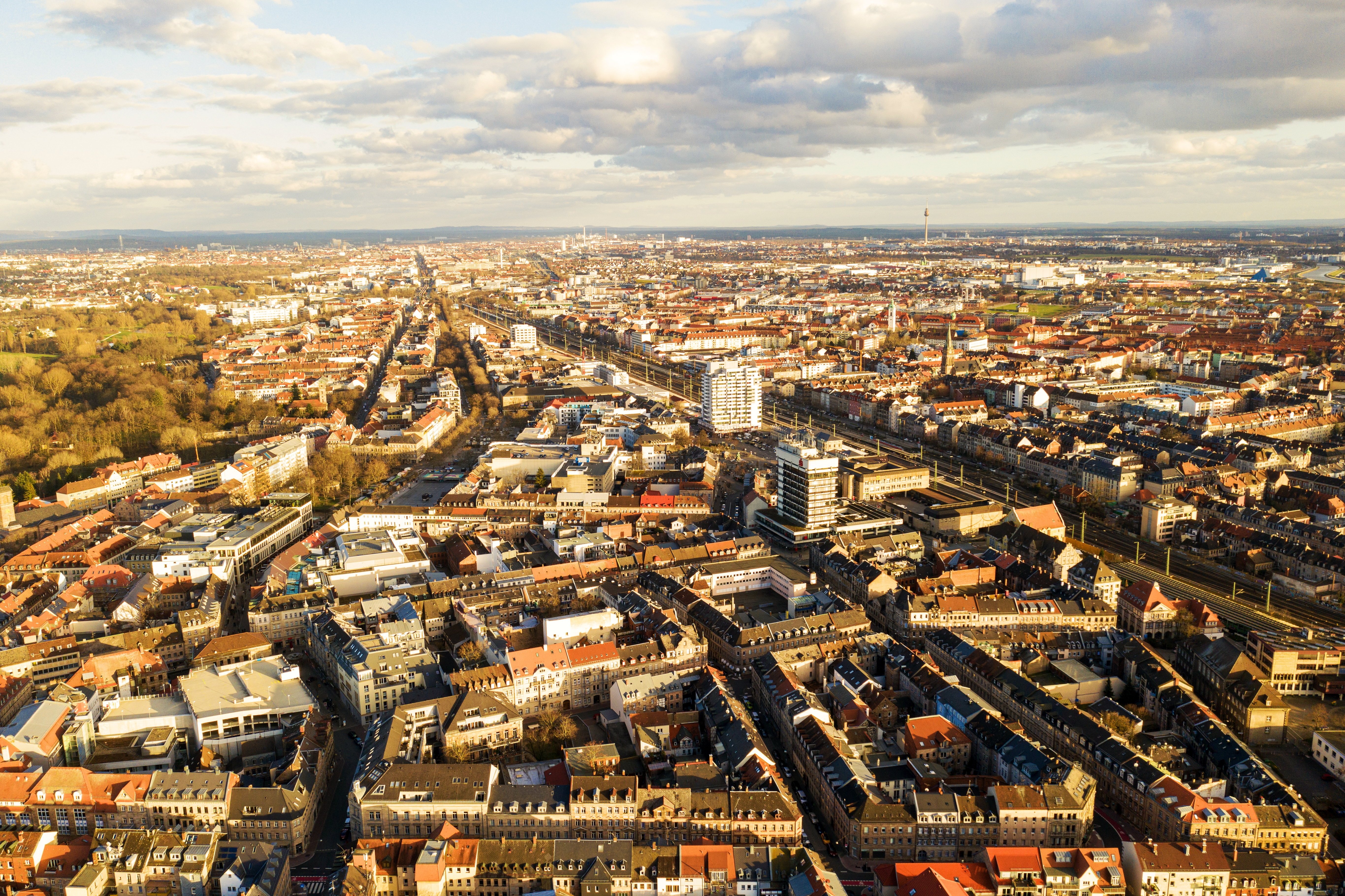
ニュルンベルク方面のフュルト市中心部

フュルト（ドイツ語: Fürth, [fʏrt] ( 音声ファイル)、東フランケン方言:  Färdd）は、ドイツ連邦共和国バイエルン州ミッテルフランケン行政管区に位置する郡独立市である。本市は、ニュルンベルクおよびエアランゲンとともにニュルンベルク都市圏をなす都市トライアングルを形成している。これにはシュヴァーバッハも含まれる。フュルトは、その周辺地域とともにバイエルンの三大都市圏の1つであり、ドイツに11ある大都市圏の1つであるニュルンベルク大都市圏を形成している。

## 地理

### 位置と広がり

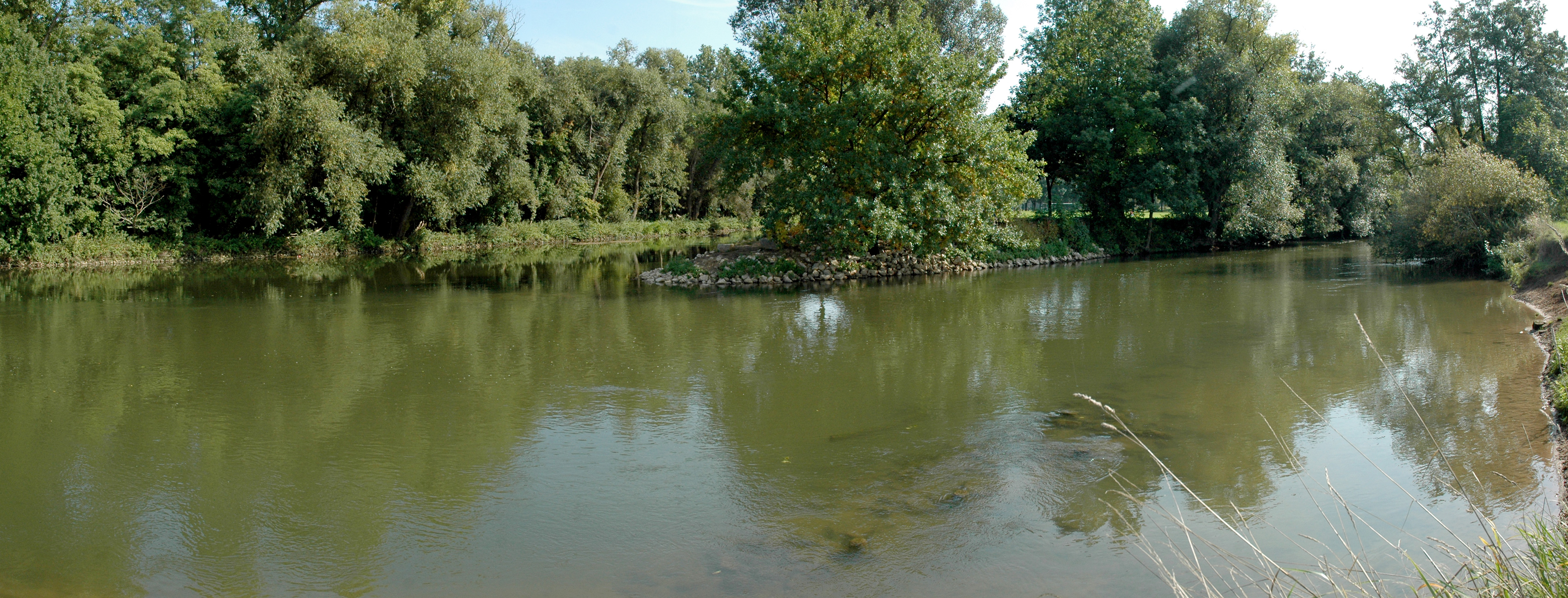
ペグニッツ川とレドニッツ川の合流点。これより下流がレグニッツ川。

歴史的旧市街は、レドニッツ川の東、ペグニッツ川の南に位置している。これらの川は旧市街の北西で合流してレグニッツ川となる。市の西側、ジュトヴェストタンゲンテ通りとマイン＝ドナウ運河の対岸はフュルトの市の森へ上ってゆく。市の東はほぼ同じ高度にニュルンベルク市が位置している。北は、肥沃な、一部は市域に含まれる、クノープラウフラントが広がっている。市の南は、幅の広い自動車道、運河、川辺の草地が交錯する地形である。
市内の最高地点は、海抜 392.3 m のブルクファルンバッハの採石場、最低地点は海抜 278 m のエアランゲンとの市境のレグニッツタールである。市の中心である市庁舎は海抜 294 m に位置している。
市域の面積は 63.36 km2、市境の全長は 50.05 km である。市域の最も東の地点と最も西の地点の距離は 9.835 km、最も北の地点と最も南の地点との距離は 11.704 km である。

### 隣接する市町村
フュルト市は、北から時計回りに以下の市町村と境を接している:
エアランゲン、ニュルンベルク（ともに郡独立市）、オーバーアスバッハ、ツィルンドルフ、カードルツブルク、ゾイケンドルフ、ファイツブロン、オーバーミヒェルバッハ（いずれもフュルト郡）。

### 市の構成
フュルト市は21の公的な名称を持つ地区からなる。
| - アッツェンホーフ - ビスローエ - ブラウンスバッハ - ブルクファルンバッハ - ダムバッハ | - フレックスドルフ - フュルト - ヘルボルツホーフ - クローナハ - マンホーフ - オーバーフュルベルク | - ポッペンロイト - リッツマンスホーフ - ロンホーフ - ザック - シュターデルン | - シュタイナハ - ウンターファルンバッハ - ウンターフュルベルク - ファッハ - ヴァイカースホーフ |

## 歴史

### 成立から19世紀まで
フュルト集落は、オットー朝の、後に皇帝となるが当時はまだ王であったハインリヒ2世がこの集落を新たに創設されたバンベルク聖堂参事会に遺贈する旨を記した1007年11月1日の文書に初めて記録されている。その翌年に与えられた市場開催権は、ハインリヒ3世によって、隣接するニュルンベルクに奪われた。1062年からフュルトに再び市場開催権が与えられたが、当時すでにニュルンベルクは、本市よりもはるかに重要な都市であった。
1440年からフュルトにユダヤ人の最初の定住が証明されている。次の世紀にはユダヤ人墓地やシナゴーグが設けられた。

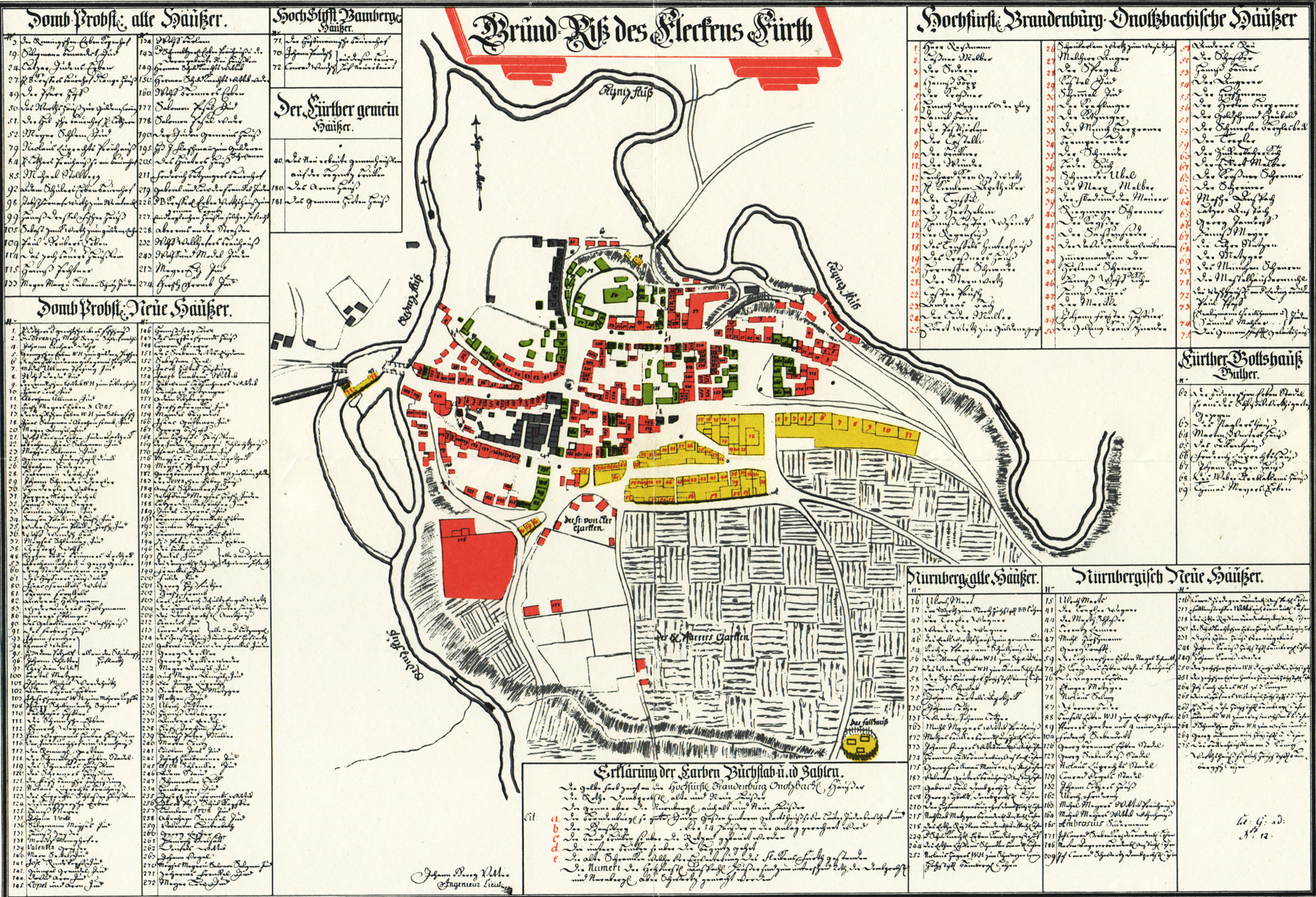
1717年のフュルト地図。緑: ニュルンベルク領、黄: アンスバッハ侯領、赤: バンベルク聖堂参事会領

ニュルンベルクに近いことから長い間農業が盛んな土地で、1600年頃には1000人から2000人が住んでいるだけであった。三十年戦争でこの村は、1632年のアルテ・フェステの戦いで酷い損害を被り、1634年に数件の家屋を残して焼き払われた。
17世紀には、バンベルク聖堂参事会、アンスバッハ侯領、帝国都市ニュルンベルクが、この街の様々な部分を様々な形態で統治した。（右の1717年の地図参照）
フュルトは18世紀に都市らしくなった。現在の旧市街の基本的な地割りにそれは反映されており、一部には遺構が保存されている。1835年にニュルンベルクとフュルトの間をドイツ初の鉄道アドラー号が走行した（ルートヴィヒス鉄道）。1843年にルートヴィヒ＝ドナウ＝マイン運河がこの街に達した際、工業化の影響が大きく現れた。1864年/1865年に開通したルートヴィヒス南北鉄道とルートヴィヒス西鉄道がフュルトで最初の広域鉄道であった。
1914年からフュルト＝アルツェンホーフ飛行場が開業し、1919年にハルトヘーエのバハマン & ブルメンタール＝ヴェルケの工場空港がこれに加わった。フュルトとニュルンベルクを合併して大都市を形成する案が長らく議論されたが、最終的には1922年の住民投票で住民の大多数がこれを拒絶した。第二次世界大戦では、空襲を受けたにもかかわらず、フュルトの歴史的建造物は、その 90 % が保持された。遺された建物の多くが、現在保護文化財に指定されている。戦後、残った兵舎とアッツェンホーフの飛行場はアメリカ軍によって数十年間利用された。
1950年代、経済的転換の時代にフュルトは、大手通信販売企業クヴェレ AG やグルンディヒ AG によってドイツ全体を照らす灯台の役割を果たした。これらの会社は、ニュルンベルクなどで共同者経営の収益性の高い支店を有していたが、法律上はフュルトに留まっていた。1980年代にもフュルトの人口1人あたりの経済力は、バイエルン州のすべての他の都市や郡を上回っていた。

### 市町村合併
以下の町や地区がフュルトに合併した:
- 1899年1月1日: へーフェンの西側部分ヴァイカースホーフを含む（シュヴァーバッハー通りの南に位置する）
- 1900年1月1日: ポッペンロイト（歴史的中核部の東側、ペグニッツ川の対岸に位置する）
- 1901年1月1日: ダムバッハ（現在のジュートシュタットの西側に位置する）およびウンターフュールベルク、オーバーフュールベルク
- 1918年1月1日: アッツェンホーフ（北西部、ツェン川右岸のウンターファルバッハとファッハとの間に位置する）
- 1918年1月1日: ウンターファルンバッハ（西部、ファルバッハ川の河畔に位置する）
- 1923年12月3日: ブルクファルンバッハ（北西部、運河の対岸に位置しており、フュルトと一体化していない）
- 1972年7月1日: ロンホーフ

バイエルン州の地域再編に基づく合併は以下の通り:
- 1972年7月1日: ザック（ビスローエを含む）、クノプラウフスラントの北部に位置する。公的文書上は分割されていない。
- 1972年7月1日: シュターデルン（フュルトの北側、レグニッツ川の東、フランケン高速道路の西に位置する）
- 1972年7月1日: ファッハ（フュルトの北側、レグニッツ川とツェン川の西に位置する。西の境界はマイン＝ドナウ運河に接する）
- 1972年7月1日: ボックスドルフからヘルボルツホーフ地区とシュタイナハ地区

### 地名
「フュルト (Fürth)」という地名は、東フランク方言の Furth に由来する。この集落がレドニッツ川の徒渉地 (Furt) に位置していたためである。
この街はかつて否定的な意味で「バイエルンのエルサレム」と呼ばれていたが、1880年代以降ユダヤ人は寛容と自由を感じており、肯定的な意味で「フランケンのエルサレム」と呼ばれた。広く流布しているのは、市の紋章に由来する呼び名「クレーブラットシュタット」（直訳: クローバーの葉の街）である。

## 住民

### 人口推移

フュルトの人口推移

フュルトの中世から近世の人口増加は、数多くの戦争、疫病、飢餓により、ゆっくりとしたものであった。この街は三十年戦争で住民のおよそ半分を失った。1634年にクロアチア兵がフュルトを襲撃し、街は何日もの間燃え続け、ほぼ完全に破壊された。戦後この街には 800人が住むだけであった。1685年にフランスからユグノー教徒や改革派信者がフュルトに移り住んだ。1700年に再建が終了し、人口は約 6,000人にまで増加した。
19世紀に工業化が始まったことで、顕著な人口増加が始まった。1800年に12,000人だった人口は1895年には約4倍の47,000人となっていた。1950年の市域内の人口が10万人を超え、大都市となった。住民登録台帳によれば、2017年末時点でこの街には129,000人強が住んでいた。2017年現在、フュルトはニュルンベルクに次ぐミッテルフランケン第2の都市であり、バイエルン州7大都市の1つである。

### 宗教と世界観

#### 宗教分布
2017年現在、フュルトでは住民の 31.2 % が福音主義教会、22.0 % がカトリック教会に属している。2016年には福音主義 32.0 %、カトリック 22.3 % で、2012年には福音主義 35.8 %、カトリック 24.3 % でであった。

#### キリスト教
フュルトは、初めはヴュルツブルク司教区に属していたが、1007年からバンベルク司教区に属した。1524年にニュルンベルクとともに宗教改革が行われ、フュルトは長年にわたってプロテスタントの街であった。この街のルター派の聖職者たちは、ニュルンベルクの聖ローレンツ教会から推挙された。帝国都市ニュルンベルクの他に、カトリック住民の数は極めて少なかったにもかかわらずバンベルク聖堂参事会もこの街の都市領主として権勢を振るった。このため、たとえば聖堂参事会の役人やドイツ騎士団ニュルンベルクの職員が実務にあたった。
フュルトのプロテスタント組織は、1792年以後プロイセン王国のアンスバッハ役員会の下部組織に編入され、バイエルンへの移行後はバイエルン王国のプロテスタント教会に組織下に置かれた。この教会は初めルター派と改革派を包含していた。教会組織はツィルンドルフ監督管区に属した。1885年にフュルトは、独立した監督管区の本部所在地となった。この監督管区はニュルンベルク教会クライスに属した。
遅くとも18世紀以後には、この街のカトリック信者数が再び増加した。1829年に宗教改革以後この街で最初のカトリック教会「ツー・ウンゼラー・リーベン・フラウ」（聖母教会）が完成した。その後、その他の教区組織も成立した。この組織は初めバンベルク大司教区ニュルンベルク首席司祭区に属した。フュルトは1961年に大司教区内の独自の首席司祭区の本部所在地となった。
20世紀のプロテスタントとカトリックとの信者数の比は、おおむね 2:1 であった。

#### ユダヤ教
フュルトにおけるユダヤ人の最初の証拠は、1440年の本市の現存する最も古い裁特帳簿 (Gerichtsbuch) にすでに見られる。しかし、その時点ではユダヤ教組織は存在していなかった。アンスバッハ辺境伯ゲオルク敬虔伯は、2人のユダヤ人に対して、保護金と引き換えに6年間市内に居住することを許可した。1556年から、バンベルク聖堂参事会が支配する地域にもユダヤ人の流入の移住が認められた。
17世紀には、高い評価を得たタールムントシューレ共同体があった。1607年に最初のユダヤ人墓地が設けられ、1617年にシナゴーグが建設された。さらに1653年にドイツ最初のユダヤ人病院が開院した。1670年に多くのユダヤ人がウィーンから移り住んだ。このた、1716年にはこの街に約400家族のユダヤ人が住んでいた。1807年の住民に占めるユダヤ人の比率は 19 % となった。1824年にタールムントシューレはバイエルンの役所によって閉鎖された。
1862年にユダヤ人国民学校が、1882年に中等学校が設立された。1880年にユダヤ人の住民数が約3,300人とピークに達した。1938年の排斥運動「水晶の夜」によってシナゴーグが破壊され、弾圧にもかかわらず残っていたユダヤ人住民の一部が主に絶滅収容所に送致された。
第二次世界大戦後、故郷を逐われたユダヤ人のための強制移住者収容所がフュルトに設けられた。この収容所には1945年末の時点ですでに850人が収容された。収容所は1950年7月に閉鎖された。現在、イスラエル文化協会フュルトが、ブルーメン通り31番地にある。この協会には、主に旧独立共同体からのユダヤ人、475人が属している。

#### イスラム教
1977年以降、シュヴァーバッハー通りに、トルコ協会フュルトが運営する Selimiye-モスクがある。1994年には、上位組織にあたる DITIB が運営する Mevlana-モスクがシュトイベン通りに設けられた。

#### 人文主義
無宗教の人々の一部は、非宗教的な人々の世界観共同体であるバイエルン人文主義連合を形成している。この連合体は、その世界観に基づく活動の他に、多くの幼稚園や保育園、託児所および教育改革論に基づく人文主義基礎課程学校を運営している。1933年に国家社会主義者によって壊滅させられた世俗の学校運動は、連邦初のフュルトの世俗人文主義基礎課程学校により復活した。

## 自然

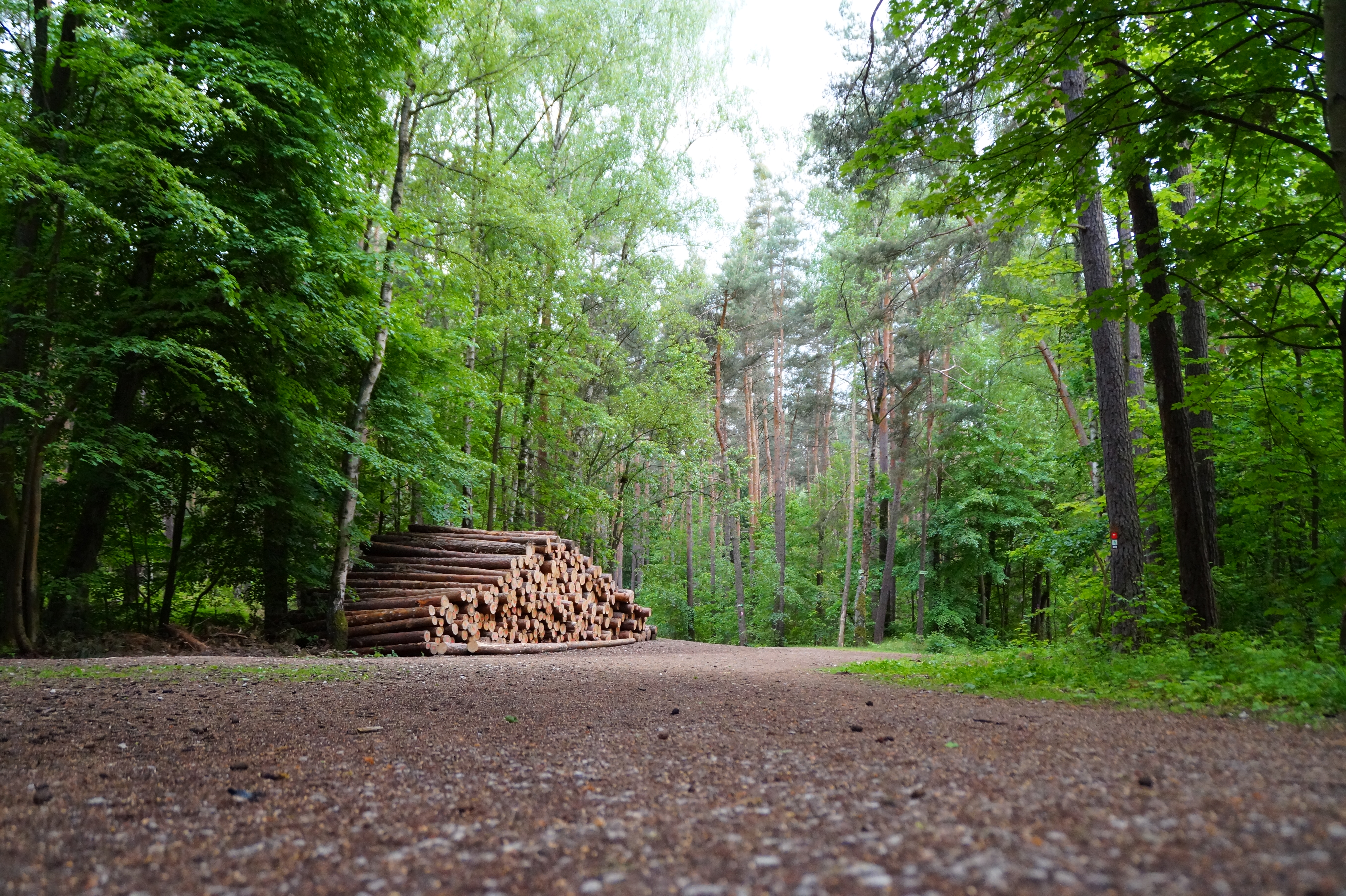
フュルトの市の森

都市エコロジカル学習路は1999年に設けられ（3 km、10ステーション）、2003年にルート B（7 km、10ステーション）が拡張された。両ルートの出発点は、U-バーンのシュタットハレ駅である。学習路のコースでは、いくつかの場所（たとえば、聖ミヒャエル教会の庭、市立墓地、シェルプスグラーベンなど）が、そこに生息する動植物の重要性という観点から説明されている。それは、景観保護区に指定された場所や、河川の直線化などのように環境改変政策の問題点について注意喚起を行っている。日照時間は、平均1,766時間/年である。
グスタフ＝アドルフ水源はヴァイカースホーフの近くにある。この水源は2000年に蘇生され、パビリオンが設けられた。1953年まで、19℃のこの源泉の水は、近くに位置するプールに利用されていた。その解体後、湧出する毎分160リットルの水は利用されることなく川に流れ込んでいた。かすかな硫化水素の匂いのため、この源泉はゲッガーラス泉（フランケン地方の方言で「卵の泉」を意味する）とも呼ばれる。
560ヘクタールの広さを持つ市の森は、珍しい動物種の故郷であり、そのためNatura 2000-生息地網の特別な保護地域となっている。この森は大部分がマツと広葉樹の混交林で構成されている。フュルトの市の森の採石場では、中世まで重要な建築資材であった砂岩が産出されていた。市の森には、特に様々なコウモリ（ウサギコウモリ、ノレンコウモリ、ドーベントンコウモリ）やクマゲラが生息している。
フュルトには、13か所の景観保護地区、1か所のジオトープ、2か所のFFH-地区がある（2016年現在）。

## 行政

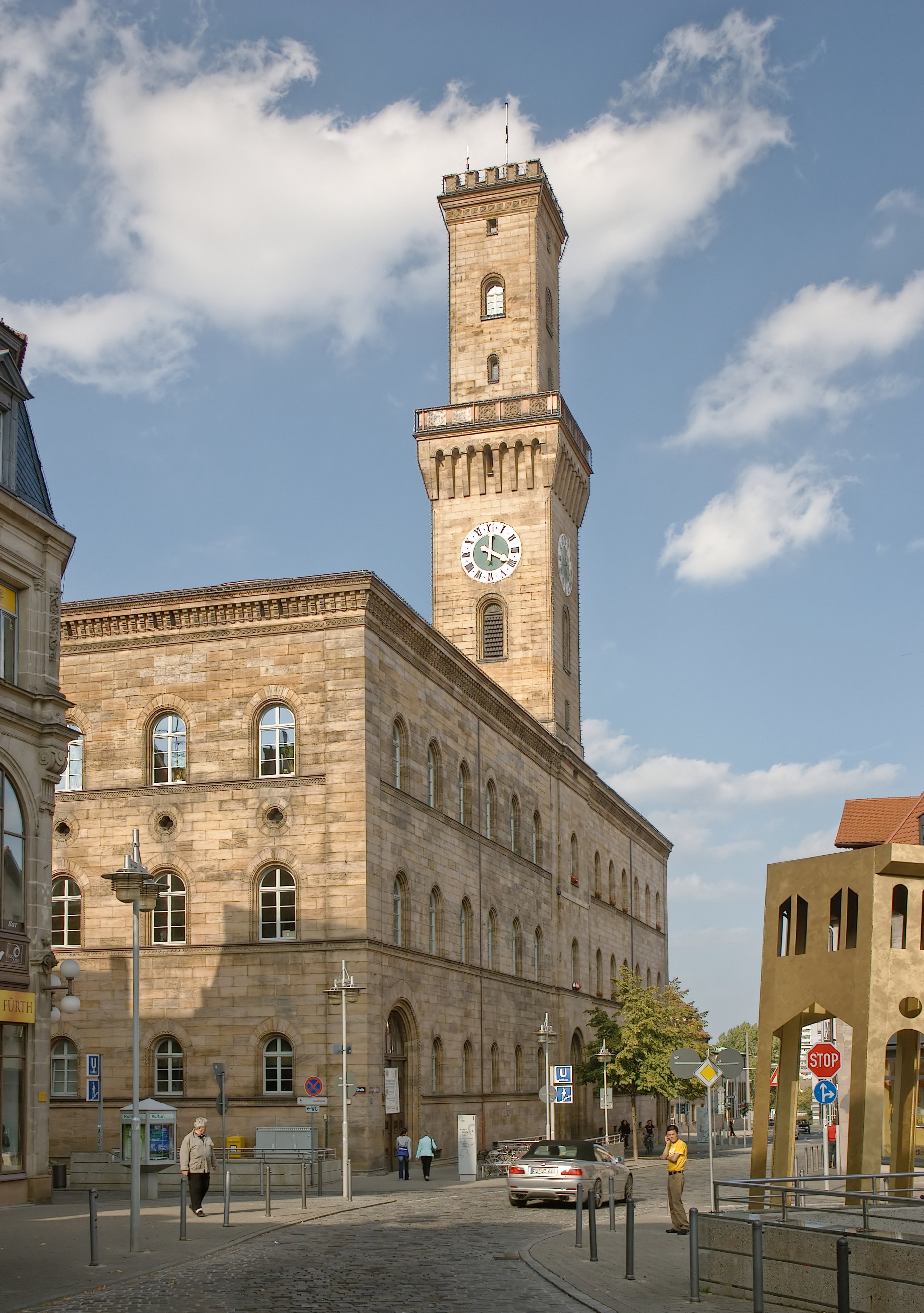
フュルト市役所

### 市議会
| 選挙年 | CSU | SPD | Grüne | FDP | Freie Wähler | REP | Linke | AfD | 合計 |
| ------ | --- | --- | ----- | --- | ------------ | --- | ----- | --- | ---- |
| 2002   | 18  | 24  | 3     | 1   | 3            | 1   | -     | -   | 50   |
| 2008   | 12  | 28  | 4     | 1   | 1            | 1   | 1     | -   | 50   |
| 2014   | 12  | 26  | 6     | 1   | 2            | 1   | 2     | -   | 50   |
| 2020   | 9   | 22  | 10    | 1   | 2            | -   | 3     | 3   | 50   |

### 首長
市は、18世紀末頃までバンベルク聖堂参事会の代官が治めていた。市からは2人のビュルガーマイスター（現在の「市長」にあたる語）が選出された。1697年までは4人、1718年からは8人のビュルガーマイスターが存在した。「フォアシュテーアー」（直訳: 代表者）は彼らをサポートした。
バイエルンへの編入後フュルトは、1806年にクラスIIの都市となり、郡行政の直下に置かれた。こうした都市は後に「クライスフライ」（直訳: 郡独立市）と呼ばれるようになった。フュルトは1818年からクラスIの都市となり、第1市長が都市運営を行い、第2市長がこれをサポートする体制となった。1908年1月1日以降第1市長は、上級市長 (Oberbürgermeister) と称することとなった。2002年からトーマス・ユング (SPD) が上級市長を務めている。

### 紋章
図柄: 銀地に、3枚の葉を持つ緑色のクローバー。三つ葉のクローバーは1562年に市の印章に初めて現れた。この印章では、クローバーは手に握られており、両側に三日月が配されていた。
この紋章の意味は明らかでない。このため、以下の3つの異なる解釈がなされている:
- クローバーの葉は、ブランデンブルク＝アンスバッハ辺境伯、帝国都市ニュルンベルク、バンベルク聖堂参事会の三領主体制（1400年頃 - 1792年）を表している。しかし、この説は裏付けのない「通俗的な」解釈であり、正当性に乏しい。「協調」を象徴する三つ葉のクローバーは、3人の領主が互いに頻繁に足を引っ張り合い、「協調」とほど遠い状態であったこの市場町の現実を表すものではない。したがって、この街のシンボルで「協調」を表そうとしてということは、とてもありそうにない。
- プロテスタントとカトリックの他に、フュルトには有力なユダヤ人コミュニティが存在した。クローバーは、3つの宗教組織が平和に共存していることを表しているとも推測される。しかしこの節も通俗的な解釈であり、歴史的考察はほとんどなされていない。
- 三つ葉のクローバーについて可能性が高いとされている説は、代官ヨハン・ホルヌングの公用印というものである。三つ葉のクローバーは、1562年にバンベルク聖堂参事会の代官ヨハン・ホルヌングの公用印に初めて現れている。バンベルク聖堂参事会は、早くも1007年にハインリヒ2世からの寄進を受けて以後、三領主のうち最初の領主とされていた。「三つ葉のクローバー」は三位一体（神 - 子 - 聖霊）を象徴するものであるとされる。この最初の代官の徴は、フュルト集落全体の特徴的な徴としてその後も保持され、1723年に初めて、市場町フュルトの印章に用いられた。それ以前クローバーは、1693年にすでに街の印章に現れている[27]。

1818年にクラスI都市への昇格後初めて、新しい紋章を作成した。それは緑のクローバーが緑のオークの枝に囲まれているデザインのものであった。両者は、市の徴である4つの塔を持つ壁冠に囲まれていた。この紋章は100年以上の間使用された。この市の紋章は1939年に簡略化された。帝国代官フランツ・リッター・フォン・エップの著述から、壁冠とオークの枝が取り除かれたことが判る。クローバーの葉だけが、縁飾りとともに残された。1939年からフュルト市の公式な紋章は変更されていない。たとえばフュルト市の栄誉賞などの公的な機会には常に1939年のオリジナルの紋章が用いられるが、関連するメディアでは1960年以降のやや「近代化された」デザインのクローバーと枠飾りが用いられている。
市は旗も有している。白地に2本の緑色のストライプがあり、緑の上部に紋章が描かれていた。後に旗は、白地（上部）と緑地（下部）に簡略化された。
市の色は白と緑である。

### 姉妹都市
フュルトは以下の都市と姉妹都市関係にある:
- ペイズリー（イギリス、レンフルーシャー）1969年
- リモージュ（フランス、オート＝ヴィエンヌ県）1992年
- マルマリス（トルコ、ムーラ県）1995年
- クシロカストロ＝エヴロスティニ（英語版）（ギリシア、コリンティア県）2006年（2001年から友好都市）

## 経済と社会資本
2016年のフュルト全市域内の総生産 (BIP) は、41億7千万ユーロであった。住民1人あたりの総生産は 33,415ユーロ/人（バイエルン州 44,215ユーロ/人、ドイツ平均 38,180ユーロ/人）で、州平均および全国平均に比べかなり低い。2017年6月30日現在、47,669人の被雇用者がこの街で働いている。2019年11月現在の失業率は 4.6 % で、バイエルン州の平均 2.7 %（フュルト郡の平均は 2.4 %）よりも高い。
ツークンフツアトラス2019（直訳: 未来地図2019）でフュルトは、ドイツ全土で401の郡、市町村連合および郡独立市の中で 85位に位置づけられており、「高いチャンスのある街」に格づけられている。

### 工業、エネルギー、マネジメント
玩具産業はフュルトの重要な経済ファクターである。小さな手工業者から大きな工業系企業までがこの産業分野に携わっている。
フュルトではかつて、ビール醸造が大きな重要性を占めていた。フンプザー、ガイスマン、グリューナー、エヴォーラ & マイヤー、ベルク・ブロイが5大ブルワリーであった。1900年頃には、フュルトはミュンヘンをしのぐ「ビール都市」に位置づけられていた。

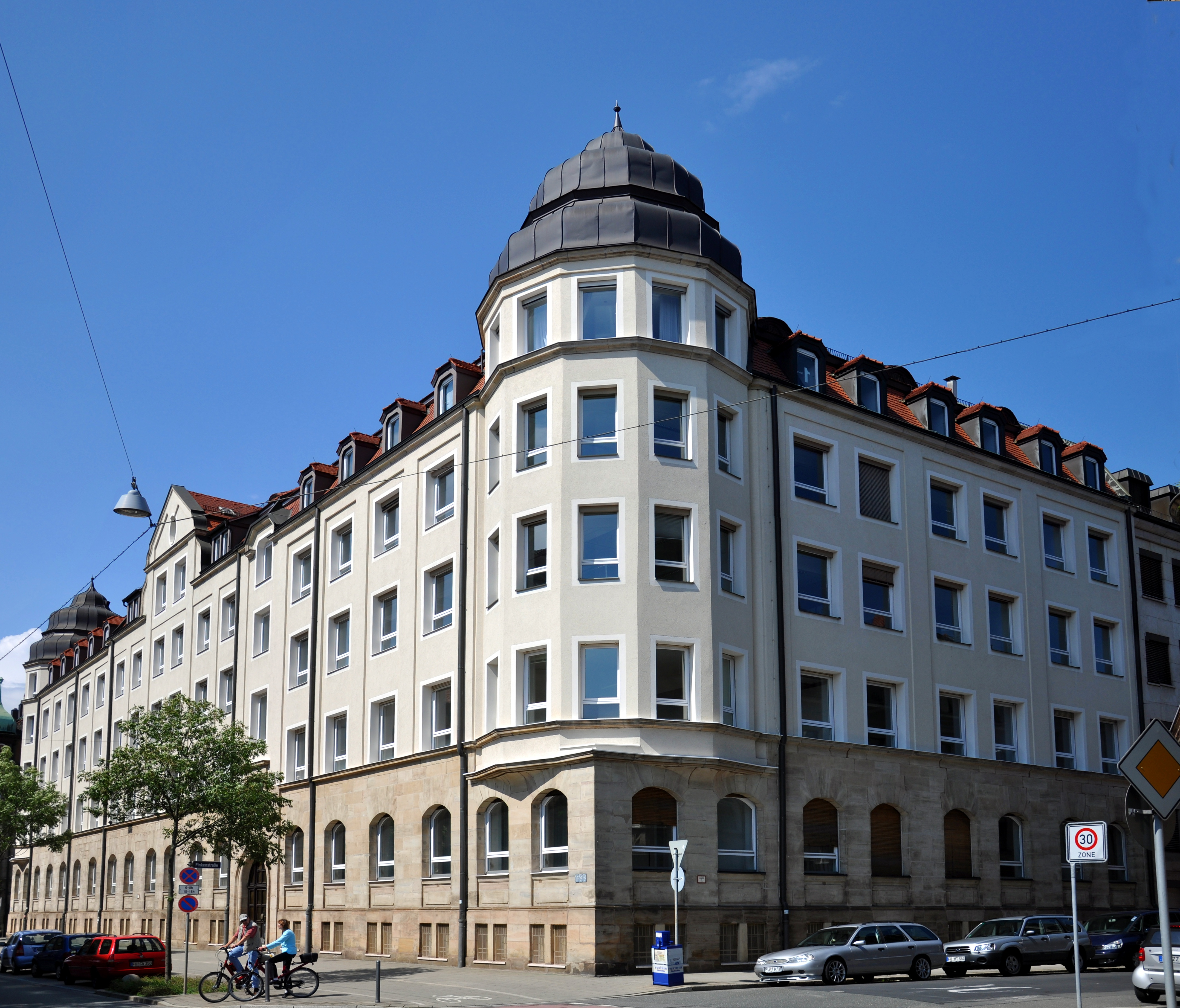
バイエルン州統計局本部（旧クヴェレ本社）

解散するまでヨーロッパ最大の通信販売会社であったクヴェレ GmbH はフュルトに本社を置いていた。戦後フュルトで設立されたグルンディヒは、ラジオモデル「ハインツェルマン」（自作キット）で一大帝国を築いた。この他、1926年にウベックスがフュルトで設立され、それ以後フュルトに本社を置いている。
エネルギー供給については、フュルトでは太陽エネルギーの利用が増えている。フュルトは公益事業者 ソーラーインフォメーション & デモンストレーションセンター「ソリッド」の本社所在地である。2004年末には既に、光発電装置で日中の太陽光によって平均 2 MW を発電し、地元のエネルギー供給「インフラ・フュルト」を介して電力網に送電していた。アッツェンホーフの旧塵芥処理場に設けられた光発電施設が、約 1 MW と発電の大きな部分を担っていた。2013年12月末には、833基の光発電装置が 19.2 MW の発電を行っていた。
ペグニッツ川とレドニッツ川が合流した直後のレグニッツ河畔に、2003年までに新しいポンプ施設が設けられた。これは北東に位置するクノープラウフスラントへの人為的な水の供給を確保するためのものである。
クヴェレ通信販売のかつての本社棟は、長年にわたる改築の後、2016年10月1日からバイエルン州統計局の本部となっている。ここでは約 290人が働いている。

### 交通

#### 空港
1914年にアッツェンホーフにバイエルンで第3バイエルン軍団のための飛行場が設けられ、その後拡張された。第一次世界大戦での飛行機の高い利用価値により、飛行機整備工場が建設された。
この飛行場は、第一次世界大戦後、フュルト＝ニュルンベルク空港として国際空港のリストに加えられた。フュルト＝ニュルンベルク空港は、当時 88か所あったドイツの空港の中で8番目に大きな空港であった。ユンカース＝ヴェルケは初め中央修理工場を、後に最終組立工場をデッサウからこの空港に移転させ、ここで最初の完全金属機体の民間用飛行機であるユンカース F.13とユンカース G.24を製造した。
1928年にニュルンベルク市が空港営業権の主要部分を獲得した。この空港は、1933年にアッツェンホーフでの民間機運航が終了するまでニュルンベルク＝フュルト飛行場と呼ばれたが、その後、より大規模なニュルンベルクのマリエンベルク飛行場が開業したことにより閉鎖された。
国家社会主義者たちはこの空港を拡張し、飛行学校として利用した。そのために2つの大きなホール、新しい整備工場、管制所、消防署が設けられた。連合軍によるフュルト占領後は、1996年までアメリカ軍がこの建物を兵舎として利用した。この頃、モンタイト兵舎の敷地内にゴルフ場が造成され、歴史的な建物が修復された。
かつてのニュルンベルクのマリエンベルク空港が第二次世界大戦で破壊されたため、ハルトヘーエにあったゴータ車両製造（後のバハマン・フォン・ブルーメンタール & Co.）の旧工場用飛行場が暫定的にニュルンベルク＝フュルト空港として整備され、1950年1月2日から1955年4月6日まで利用された。

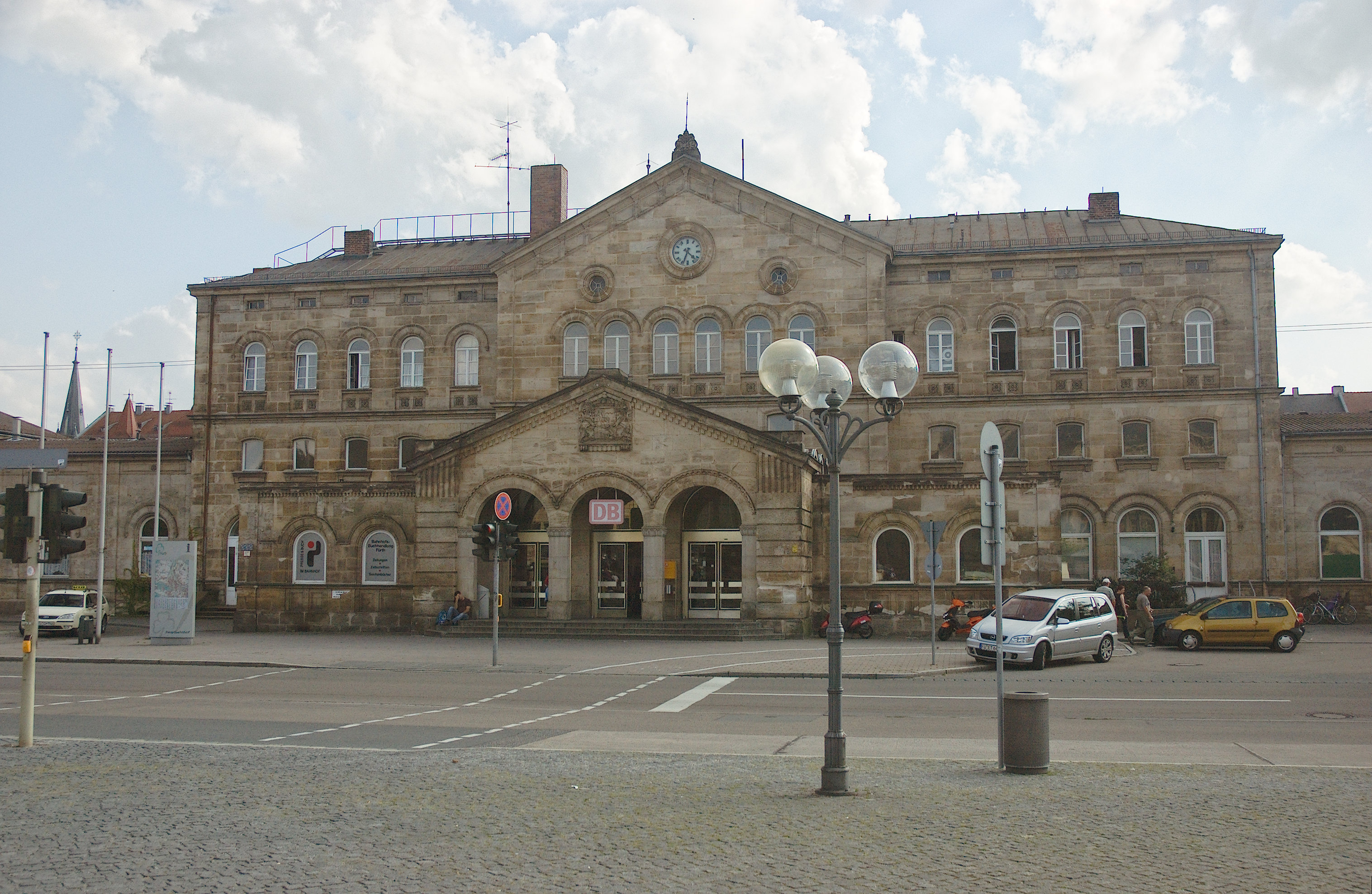
フュルト中央駅

#### 鉄道
フュルトには、フュルト中央駅の他に鉄道網に面した多くの駅が存在する。ニュルンベルク - バンベルク線のフュルト＝ウンターファルンバッハ駅とファッハ駅は、ニュルンベルクSバーンのS1号線が利用されている。中央駅およびウンターファルンバッハ駅では、ニュルンベルクUバーンへの乗り換えが可能である。フュルト - ヴュルツブルク線にはフュルト＝ウンターファルンバッハ駅とフュルト＝ブルクファルンバッハ駅があり、1時間に2本のレギオナルバーンの列車が発着する。カードルツブルクへ向かうランガウ鉄道のフュルト・ヴェストフォアシュタット駅、フュルト＝ダムバッハ駅、アルテ・フェステ駅は、30分ごとに利用できる。

#### 船舶
1835年から1846年まで建設されたルートヴィヒ＝ドナウ＝マイン運河がこの街に達し、フュルトは1840年代に港湾都市となった。港は中核市部とポッペンロイトとの間にあった。ここには荷物の積み替えを行うためのフュルト貿易港があった。ルートヴィヒス運河は1950年にフュルト郡内全域が閉鎖され、1960年代に連邦アウトバーン A73号線がその上に建設された。
1972年の夏からアッツェンホーフとウンターファルンバッハとの間にマイン＝ドナウ運河が開通し、小規模だが処理能力の高い、船舶/鉄道/道路のトリモーダルな貨物交通センターが設けられた。

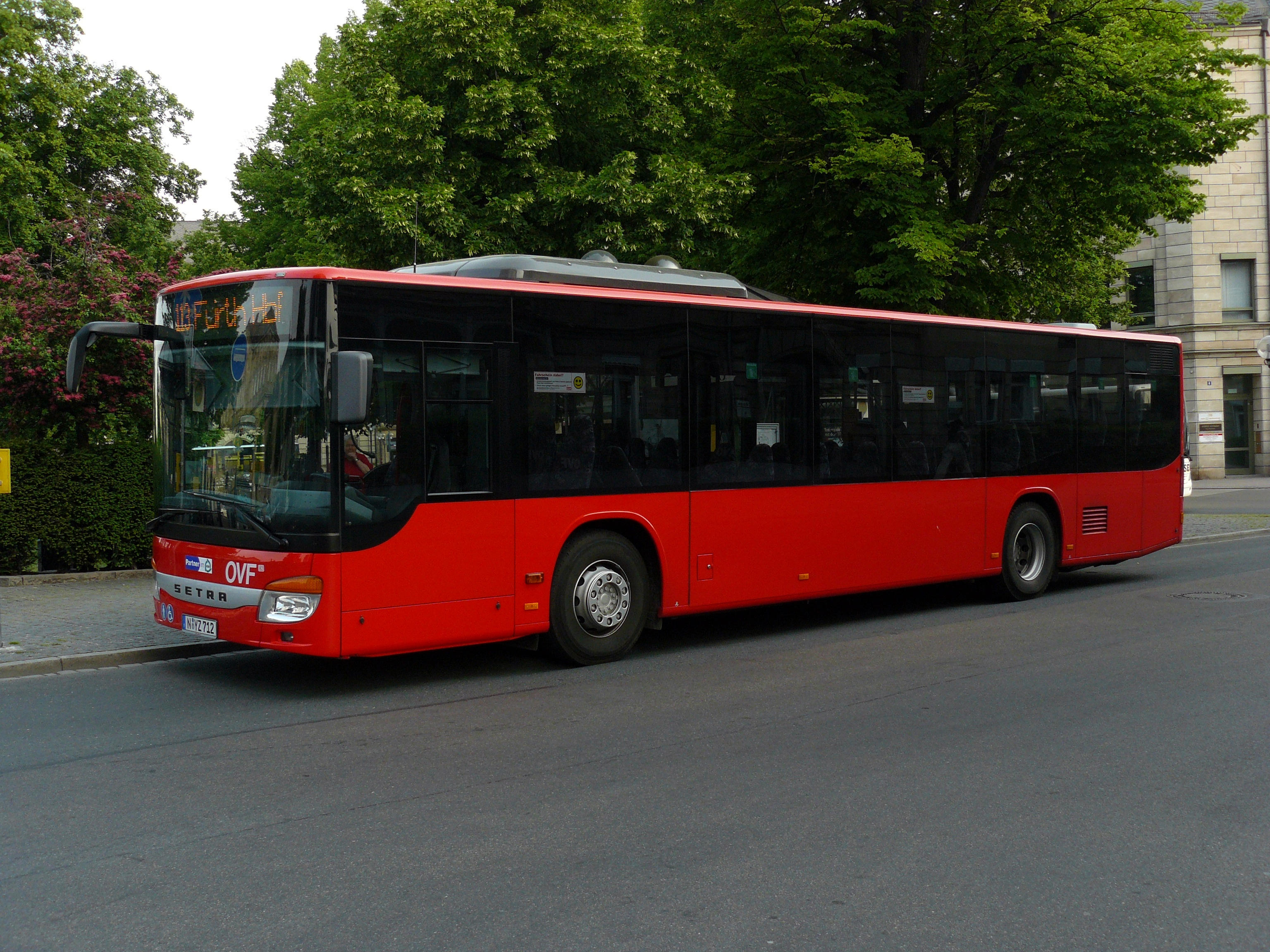
フュルト市内を走行するバス

#### 都市交通
都市交通については、インフラ・フュルト交通会社（略称: インフラ）があり、8本のバス路線、2本の夜行バス路線、さらにはニュルンベルク交通AG と共同で Uバーン路線とそれにつながるバス路線および夜行バス路線を運行している。これらのすべての路線は、ニュルンベルク広域交通連合の一部となっているため、共通の運賃体系が適用される。
この街ではこの他に数多くの駐車場が利用できる。2003年にはすでに利用可能な駐車スペースが十分に活用されていなかったにもかかわらず、2004年に620万ユーロを費やしてマチルデン通りに駐車場が建設され、2005年初めから開業している。
1881年にフュルトで最初の馬車鉄道が運行を開始し、1896年5月2日に電動の路面電車（ニュルンベルク/フュルト市電）に置き換えられた。これはニュルンベルク＝フュルト路面電車会社の一部であったが、1903年にニュルンベルク市の所有となり、社名の変更がなされた。この路面電車は、1981年6月20日にフュルトでの営業を廃止しており、以降はニュルンベルクにのみ路線を有している。

### メディア
フュルトでは日刊紙として「フュルター・ナハリヒテン」が刊行されている。この新聞は、1946年に「ニュルンベルガー・ナハリヒテン」の地方面として創刊された。現在は別個の名前で刊行されているが、これはニュルンベルガー・ナハリヒテンにフュルト市およびフュルト郡向けの紙面を1から2ページ付け加えたものである。金曜日にはこれに加えて「フュルター・ラントクライスナハリヒテン」が刊行される。これは1979年に当時の「シュタイナー・ナハリヒテン」および「ツィルンドルファー・ナハリヒテン」のローカル面から創刊された。この製品は、ニュルンベルガー・プレッセ・ドルックハウス・ニュルンベルク GmbH & Co. がその責任を負っている。
1985年に設立され、2003年からフュルトにあるツヴァイラート出版は、ローカルなオートバイに関するフリーペーパー「ツヴァイラート」（発行部数 24,000部）とオートバイをテーマにしたローカルな書籍を出版している。発行人のマティアス・トマシェックはフュルトでオートバイ見本市「フランケン＝バイク」を開催している。
2017年現在、約 7,400人が活動に参加しているローカルなオンラインサイト「FürthWiki」は2007年から存在している。

### 地元企業
1927年10月26日にグスタフ・シッケダンツが通信販売会社クヴェレを起業した。保険グループのエルゴ・ディレクト保険は、1984年に当時の小売り販売コンツェルン・クヴェレを母体として設立された。1967年からザックに BSH（BSHハウスゲレーテ GmbH）の中央倉庫が設けられ、ここから世界中に向けて商品が発送されている。
グルンディヒ AG は、創立から2000年半ばまでフュルトに本社を置いていた。さらに一時期は全製品開発部門や多くの組み立て工場もフュルトにあった。この街との結びつきは、長年冠を被った市の紋章がデザインされていた、そのコンツェルンロゴにも示されていた。クールガルテン通り（かつては、フュルト最初の温泉があった）の旧グルンディヒ本社跡はテクノロジーパーク「ウーファーシュタット・フュルト」に改造されており、ここにはフュルト放送博物館、新素材技術テクニクム、フラウンホーファー研究所、ゼルビテルや IT-サービス企業アトスの事業所がある。この他に1989年に設立されたコンピューテック・メディア（スイスのマルカード・メディア・グループの子会社）も本社を置いている。
シュイヴァーバッハー通りのレオンハルト・クルツ・シュティフトゥング & Co. KG（金属箔、ホログラム、エンボス技術）は、この街最大級の雇用主の1つである。

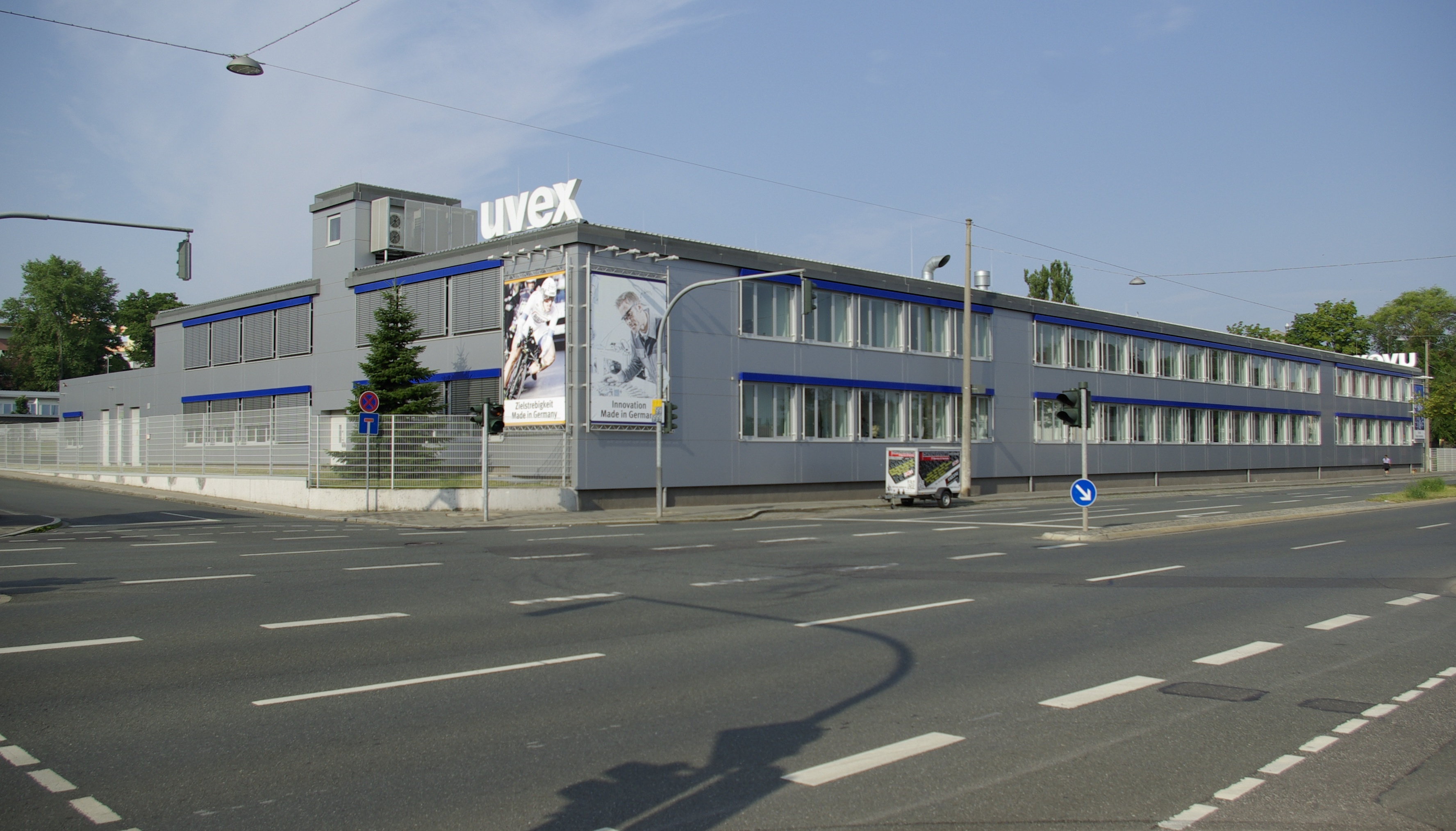
ウベックス管理棟

スポーツ・労働防護用品メーカーの ウベックス は、本社と組立工場をこの街に置いている。
玩具メーカーのジンバ＝ディッキー＝グループとブルーダーはフュルトを拠点としている。ダイナマイト・ノーベル社を母体とする火薬製造業者 RUAG アンモテックは、フュルト＝シュターデルンに本社と製造工場を有している。
フュルトは、トゥーヒャー・ブロイの管理拠点および流通センターの所在地である。2008年まではシュヴァーバッハー通りのブラウエライ・フンプザーが唯一の稼働しているビール醸造所であった。フラーベク社から独立したツェントロゾーラー・グループは世界に2か所あるナノ被膜を施した太陽光発電モジュールガラスの製造所の1つをフュルトに置いている。
ミュンヘンに本社を置くシーメンスは、フュルトに多くの事業所を置いている。
1957年からフュルト住宅建設組合が発足した。

### 教育
フュルトは2007年にバイエルン州教育大臣から1000年記念に、「ヴィッセンシャフツシュタット」（直訳: 学術都市）の称号を授与された。

#### 一般の学校
フュルト市には、合計 22校の基礎課程学校および本課程学校が存在する。この他に3校のギムナジウム、すなわち、ハルデンベルク＝ギムナジウム（1833年）、ハインリヒ＝シュリーマン＝ギムナジウム（1896年）、へレーネ＝ランゲ＝ギムナジウム（1907年）が存在する。ハンス＝ベックラー＝シューレとレオポルト＝ウルシュタイン実科学校の2校の実科学校と1校の経済学校のほか、3校の職業学校および北部養護センターと南部養護学校センターがある。フュルトは、目的連合が運営する専門・職業高等学校マックス＝グルンディヒ＝シューレの所在地でもある。クリニークム・フュルトは、看護および児童養護職業専門学校を運営している。労働者福祉会 e.V. のハンス＝ヴァインベルガー＝アカデミーは、老人養護・老人介護のための職業高等専門学校および老人介護卒後教育施設を運営している。

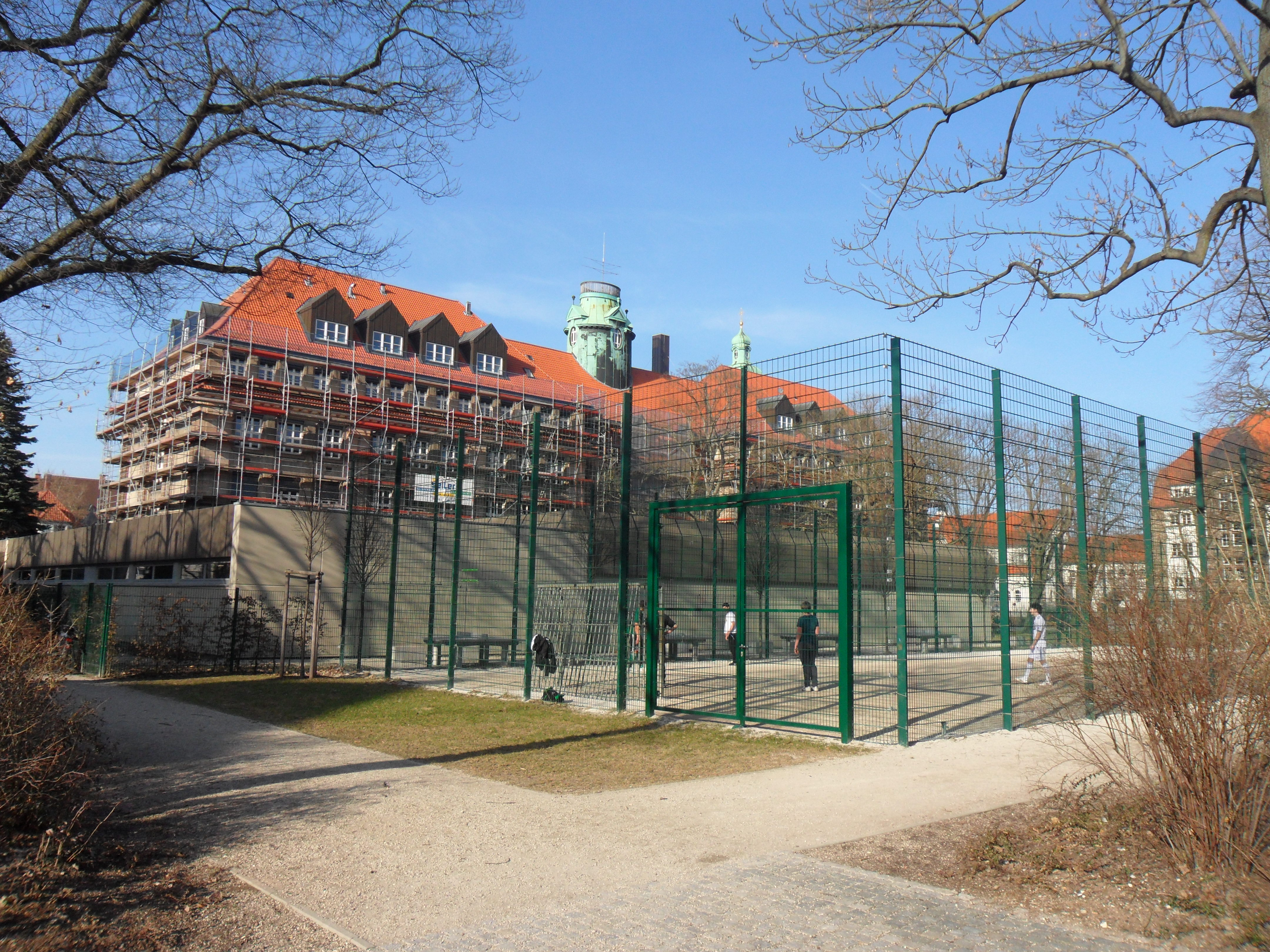
ハルデンベルク＝ギムナジウム
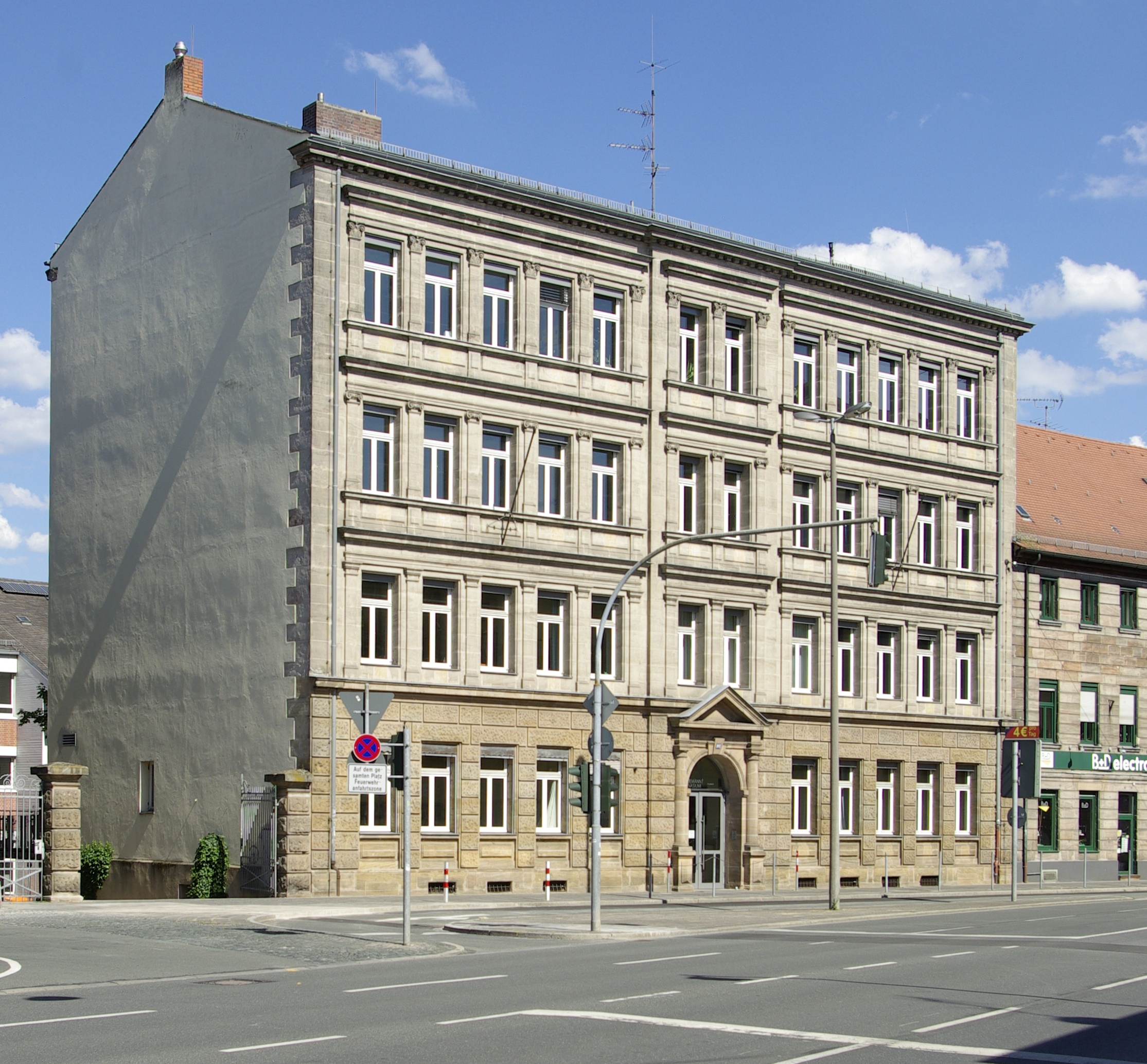
ハインリヒ＝シュリーマン＝ギムナジウム
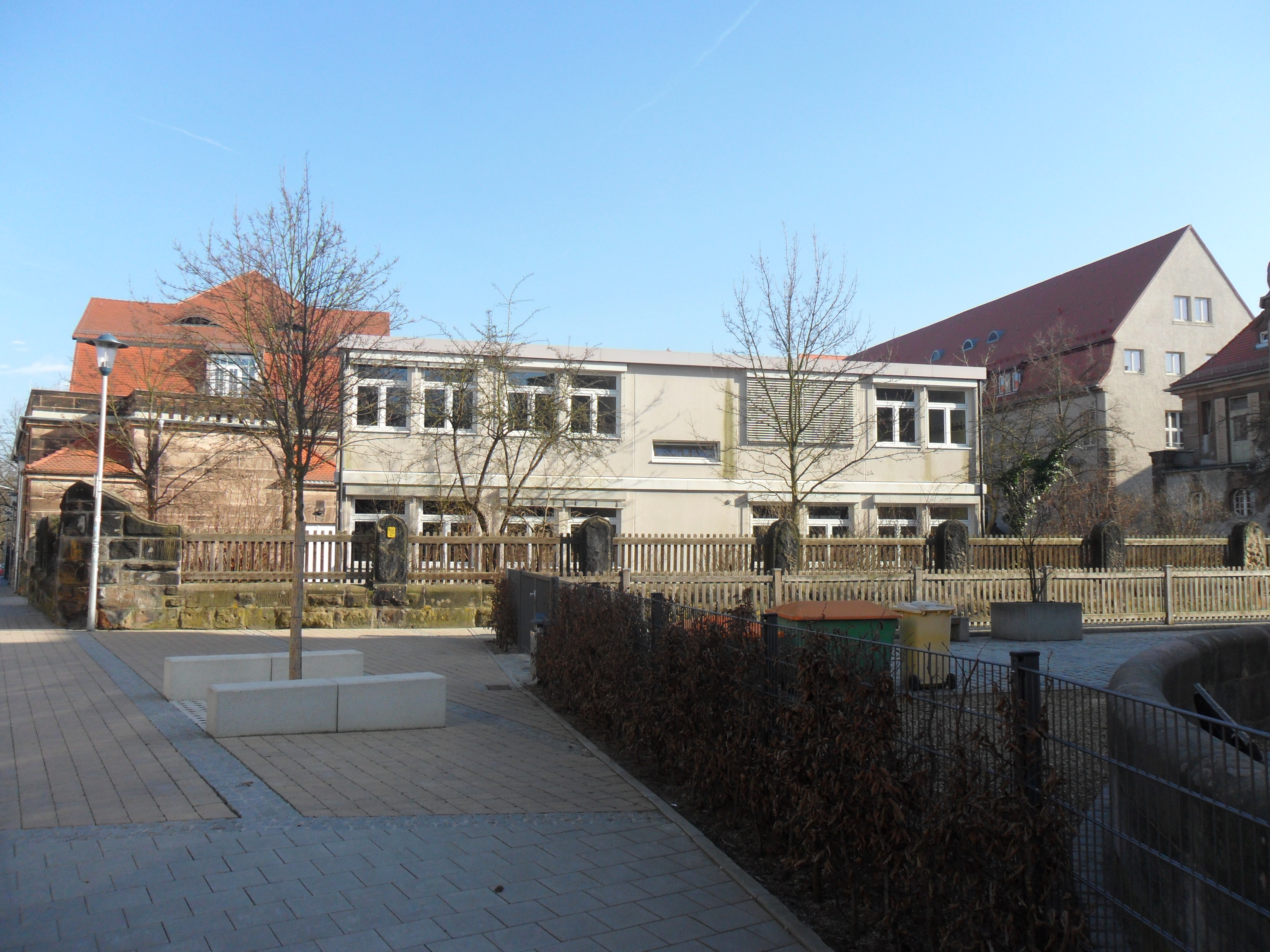
ヘレーネ＝ランゲ＝ギムナジウム
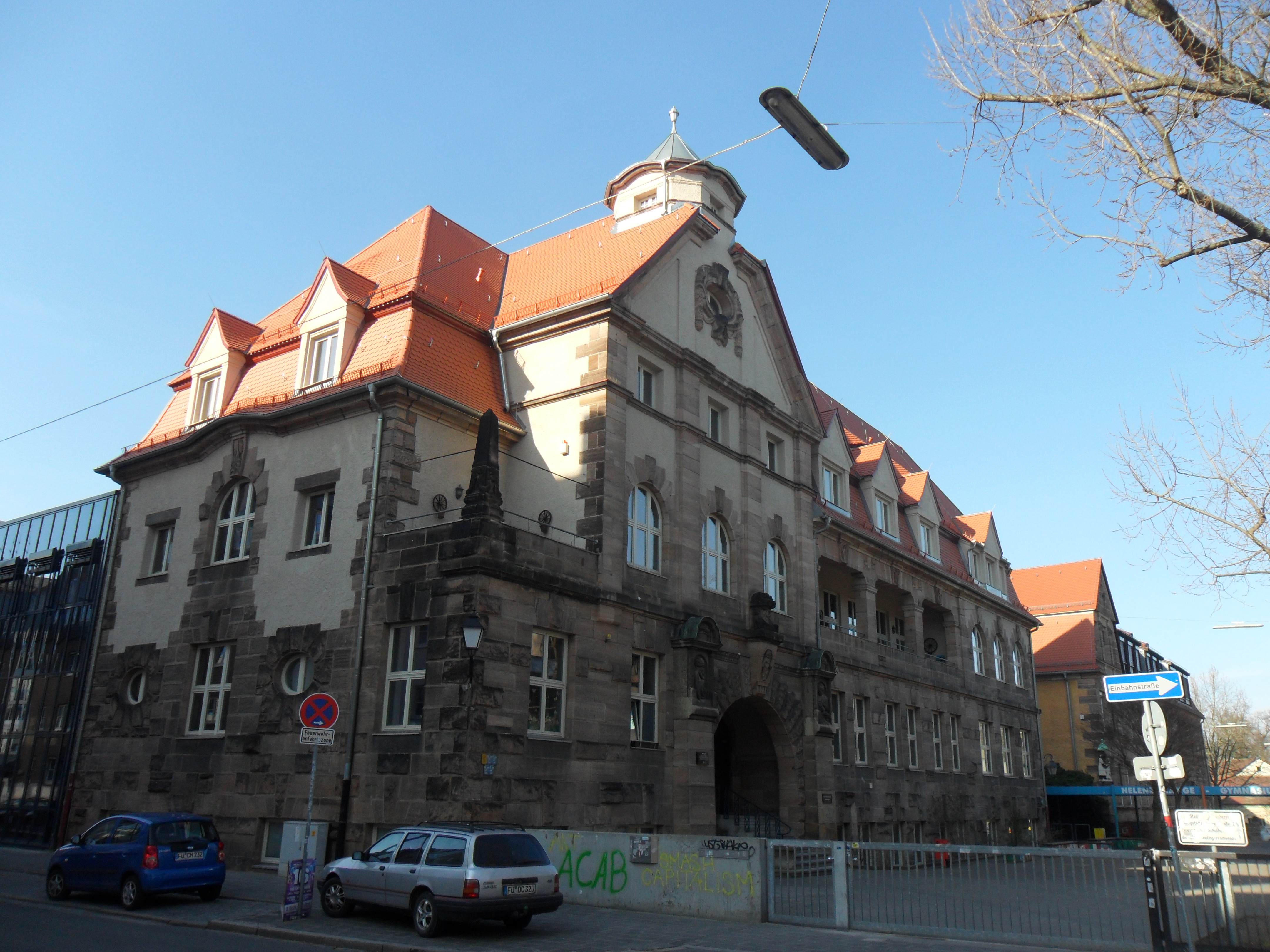
レオポルト＝ウルシュタイン実科学校
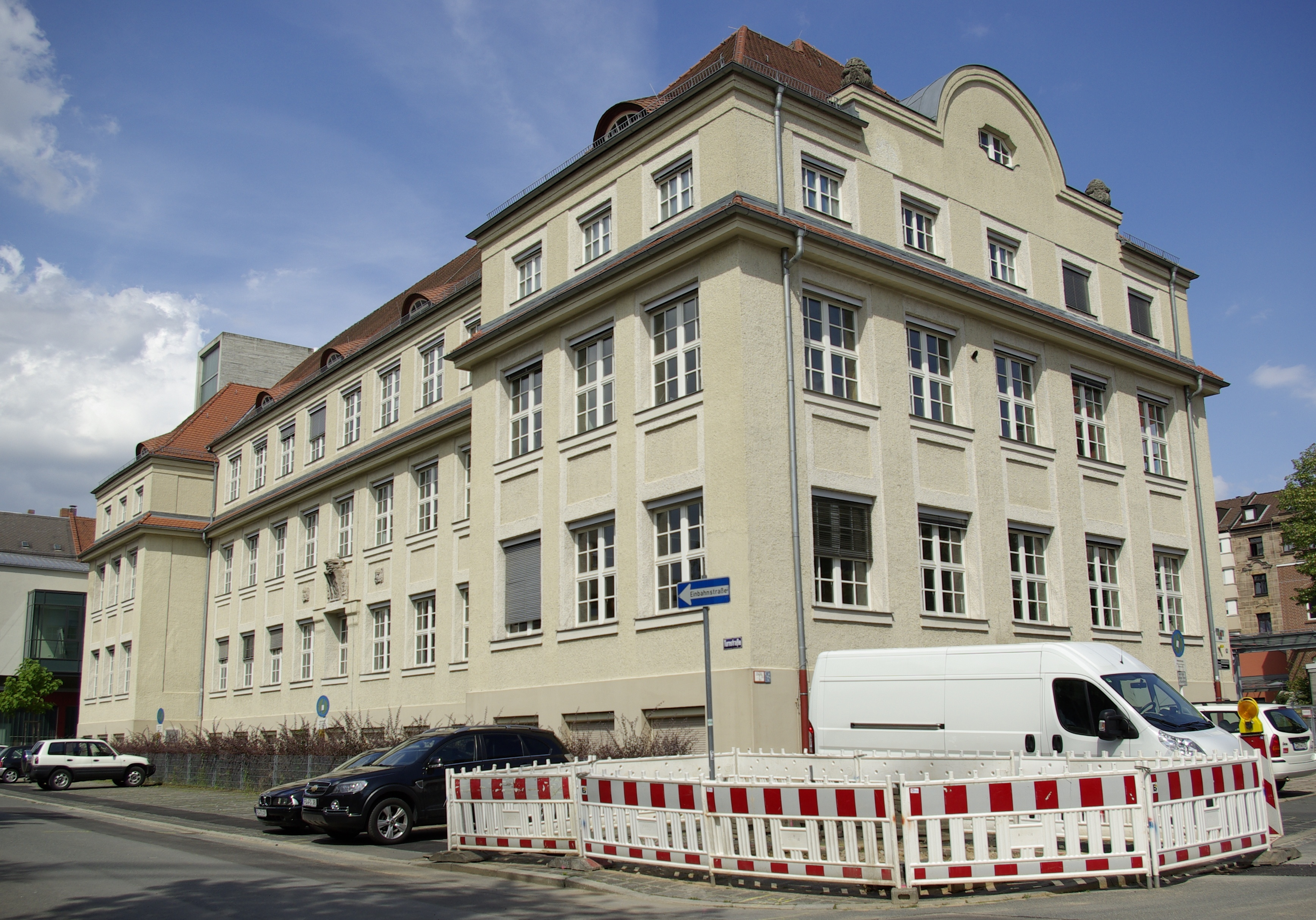
州立職業学校 I

#### 大学
フュルトには大学が2校ある。2004年末にフリードリヒ＝アレクサンダー大学エアランゲン＝ニュルンベルクの新素材およびプロセス工学中央研究所 (ZMP) が開設され、フュルトは大学都市となった。2012年にヴィルヘルム・レーエ応用科学大学が開校した。この大学は健康・社会分野の学問を取り扱っている。
フュルトは、「素材の未来」というテーマで、ニュルンベルクおよびエアランゲンとともに、学術イヤー2009の研究10拠点の1つとなった。

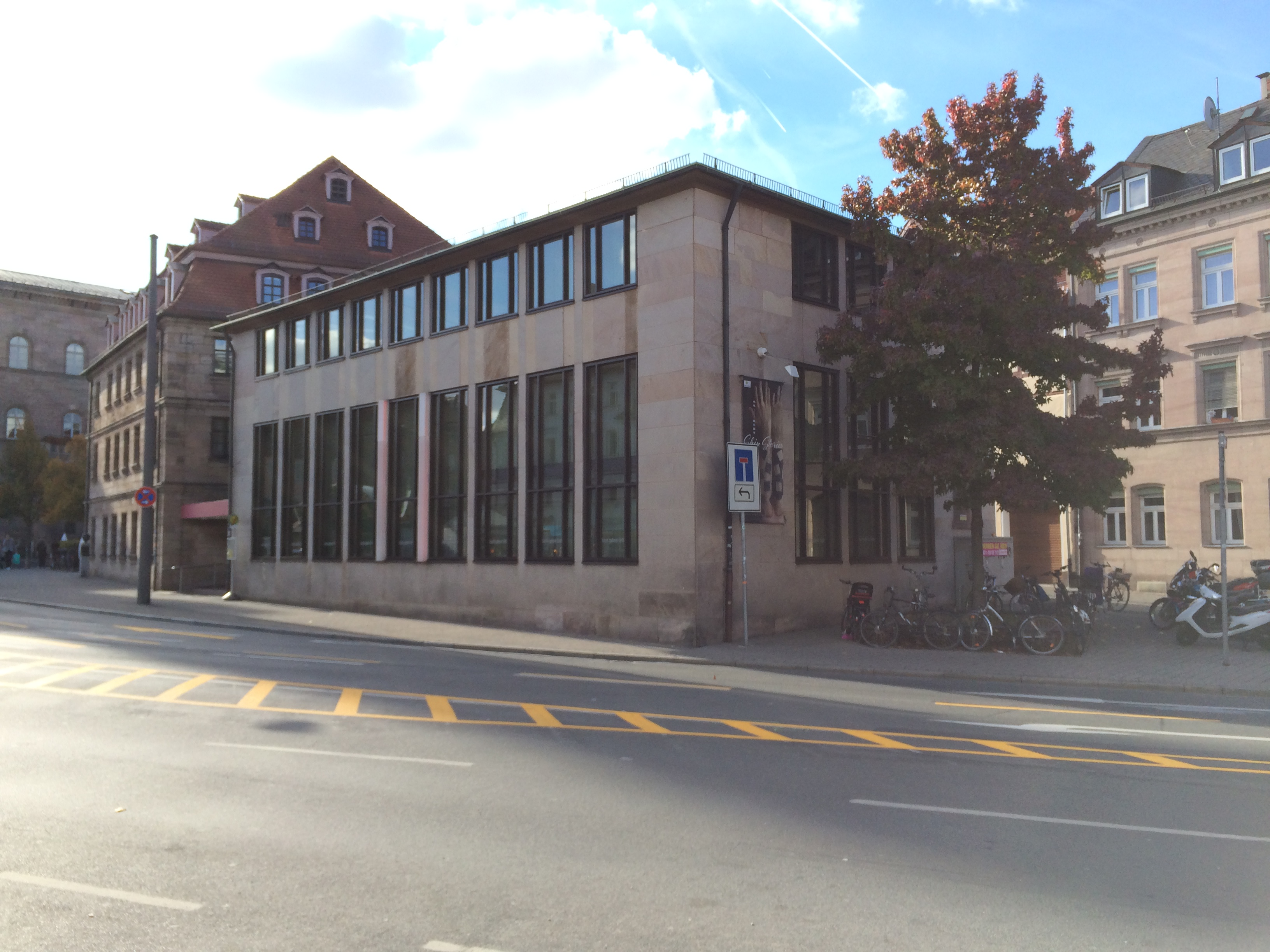
フュルト芸術ギャラリー

### 市営施設
シェルプスグラーベンの屋内・屋外プール: 屋外には、50メートル・プール（8コース）、2つの部分に分けられた大きな水遊び用非競泳プール、小さなウォータースライダー、八角形のサウナ・屋外水槽がある。シュターデルンの屋内プール: 競泳用プールと非競泳用プール。
50年以上経つ古い屋外プールは完全に近代化された。この際にウォータースライダーがある体験型屋外プールが設けられた。飛び込み塔は撤去された。この屋外プールは2006年6月24日に部分開業した。2007年末には温水プールのフュルテルメがオープンした。屋内プール、新しい温水プール、屋外プールは完全民営化され、現在は「ベーダーラント・フュルト」という名称で営業している。
フュルト市民図書館 (Vobü) とその分館の蔵書は、2003年からインターネットで検索可能になった。ブルクファルンバッハ地区に市立図書館と市立文書館がある。フュルトの市民課は独自のウェブサイトでのデジタル改革により、混雑具合や申請の予想待ち時間に関する情報を知ることができる。
ケーニヒス広場の旧貯蓄銀行の建物に入居しているフュルト芸術ギャラリーは、市立の芸術ギャラリーである。2002年からここでは、年に6回から8回の現代美術の展覧会が行われている。

### 公的安全
フュルトの公的な安全性や秩序を護るため、以下の組織が活動している:
- フュルト警察監査局およびフュルト交通警察
- 連邦技術救援活動組織フュルト地域連合
- フュルト消防署
- フュルト消防団

救急サービスは、バイエルン赤十字社 (BRK) 救護組織が提供している。

## 文化と見所

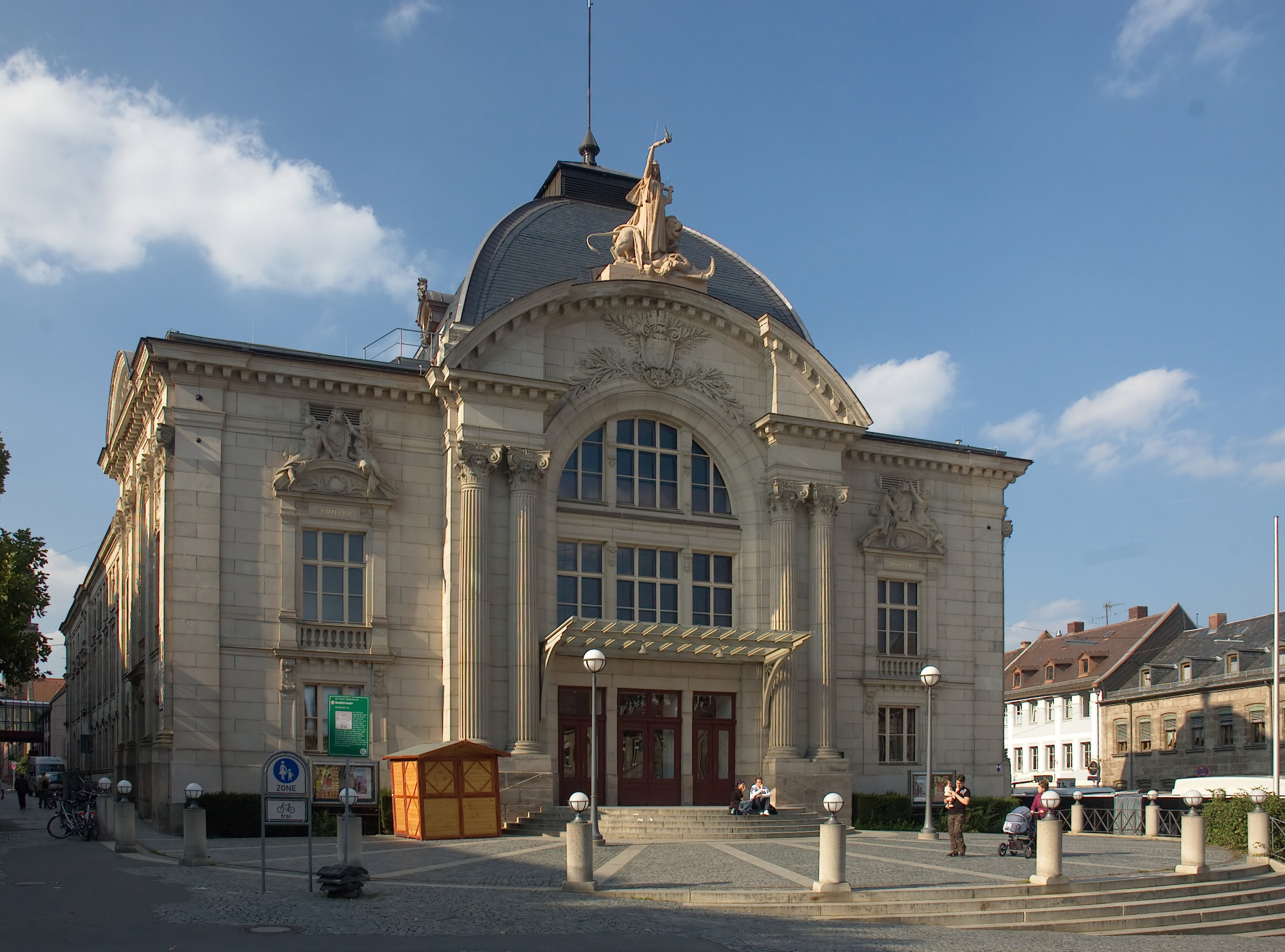
フュルト市立劇場

### 演劇、コメディ、文化フォーラム
フュルト市立劇場は、3つのステージで、演劇や音楽の公演を行っている。フュルト市立劇場は、客演、共同制作、独自制作の「3段階モデル」により、演劇、音楽劇、舞踊、コンサート、子供劇場を上演している。
市立劇場の建物は、1902年にウィーンの劇場建築事務所フェルナー & ヘルマーの設計に基づき建設されたもので、イタリア・ルネサンスの形式にバロックの要素が組み込まれている。フュルトの市立劇場は、同じ建築事務所の設計で建設されたウクライナのチェルニウツィーの市立劇場と大きく類似している。
ユーゲントシュティール建築のコメディ・フュルト「ベロルツハイメリアヌム」はフランケン地方のコメディアンであるフォルカー・ハイスマンとマルティン・ラッサウによって設立された。二人はフュルト方言の演目「ヴァルトラウトとマリーヒェン」で全国的に知られている。コメディー・フュルトは、他の有名なドイツの大衆劇場のアンサンブルの公演会場として機能している。
2002年に屠畜場が完全に改修され、現在のフュルト文化フォーラムに改築された。フュルト旧市街に近いレドニッツ川の河畔にあった旧屠畜場に2つのステージが設けられ、コンサート、演芸およびキャバレー、文学と朗読、造形芸術、映画（プログラム映画館ウーファーパラスト）、舞台上演、その他のイベント（たとえば、人形劇フェスティバルや国際クレズマーフェスティバルなど）が開催されている。

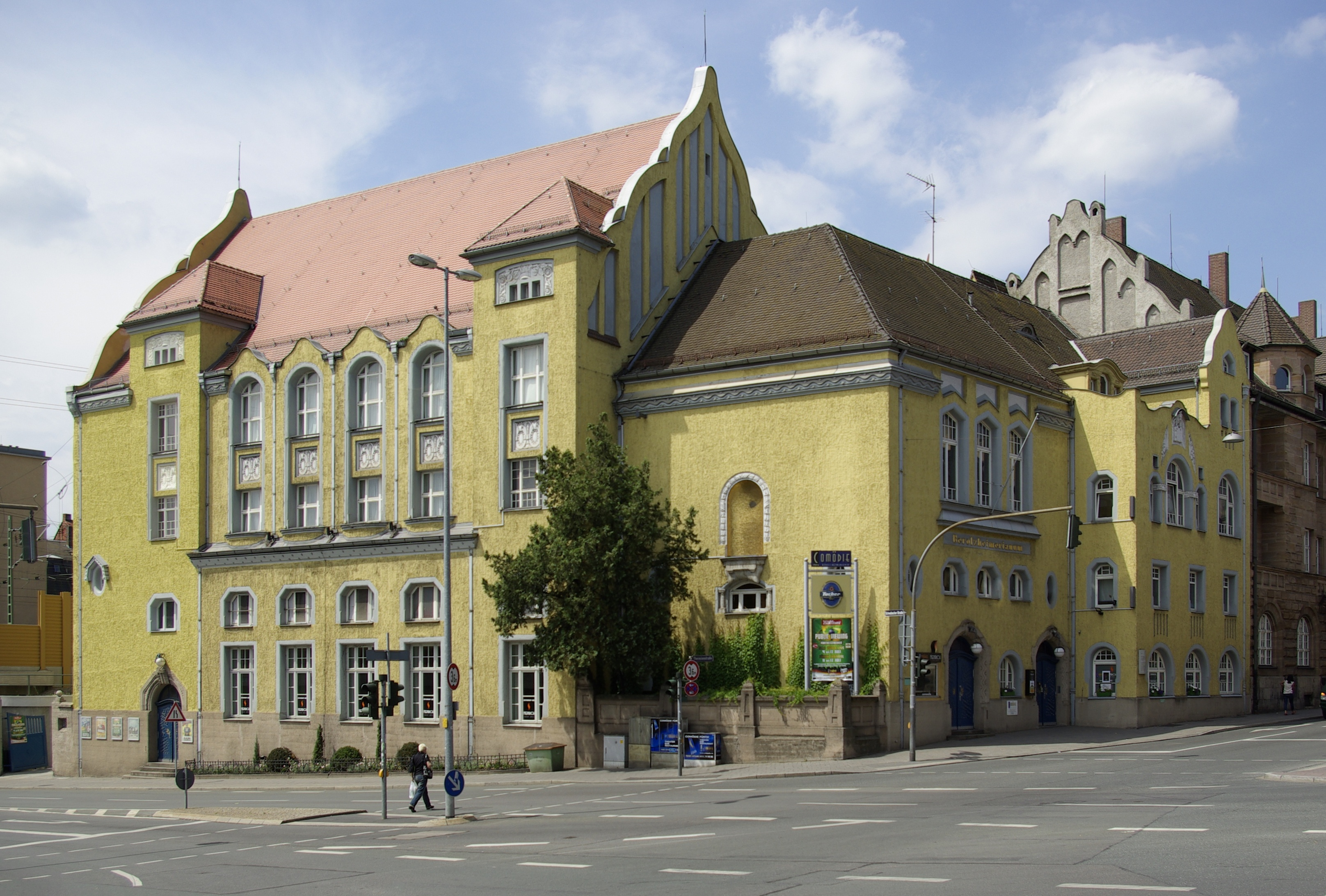
コメディ・フュルト「ベロルツハイメリアヌム」
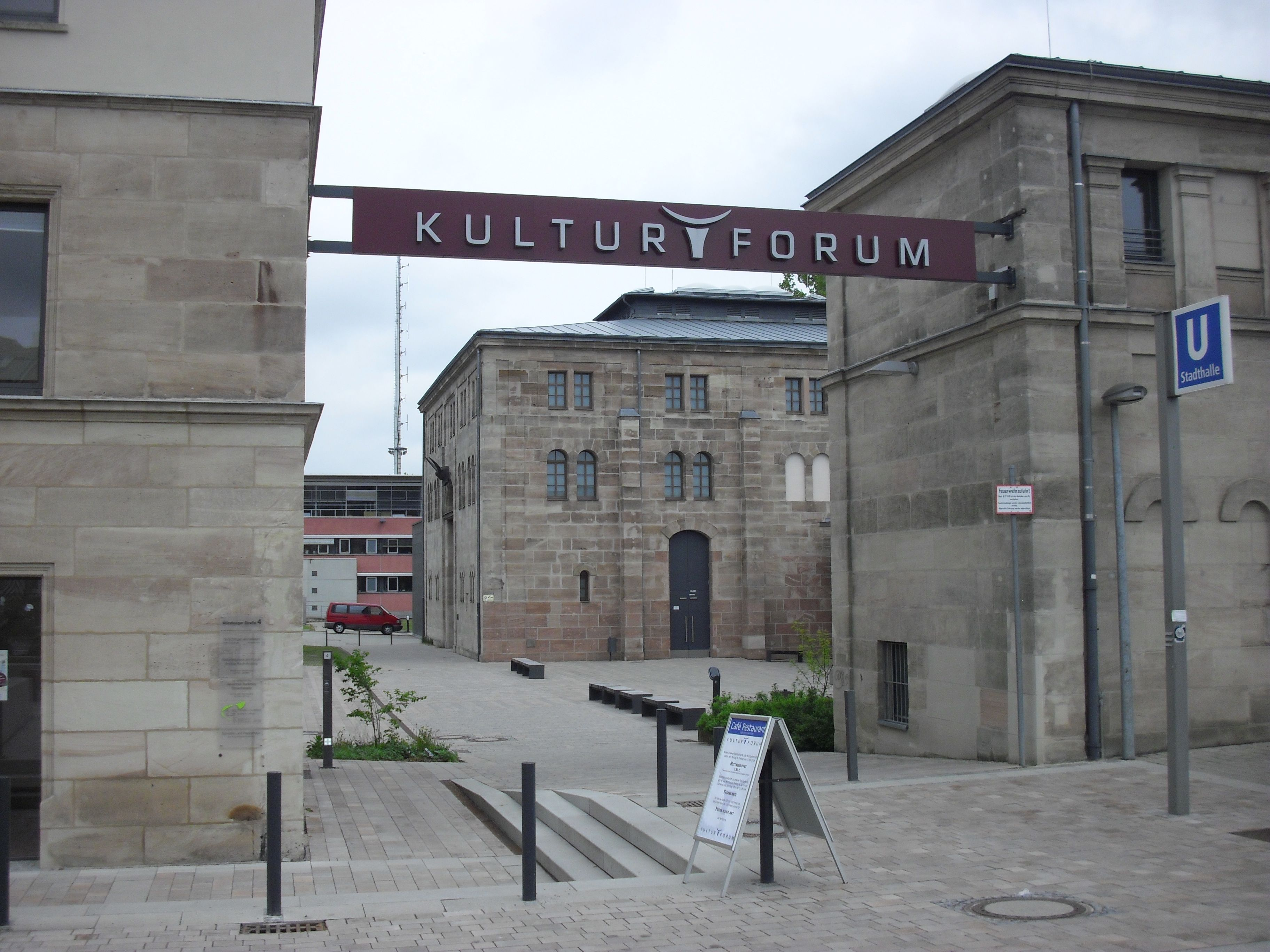
フュルト文化フォーラムの入り口

### 飲食店と小売店

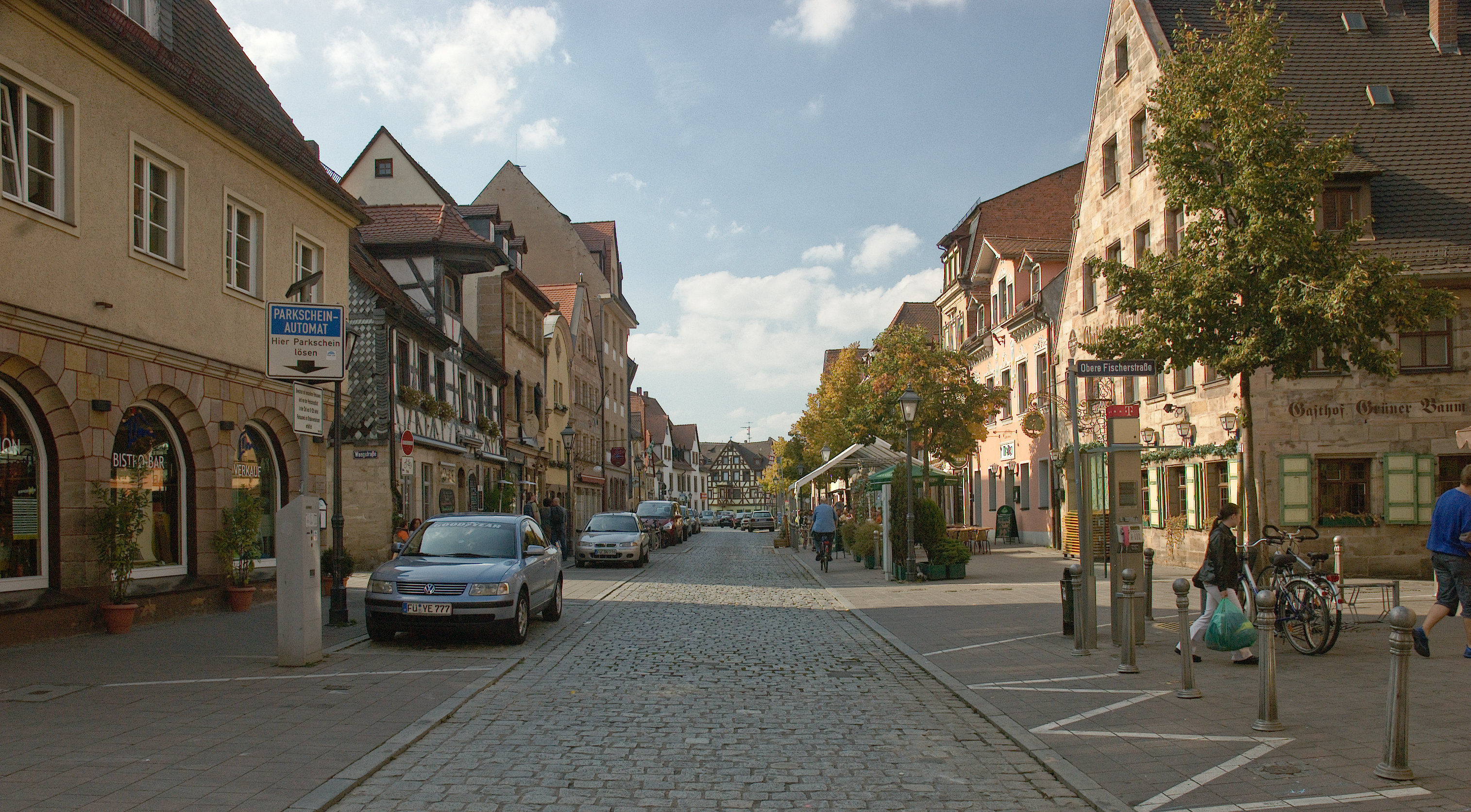
グスタフ通り

1895年に建設されたガイスマンザール（アレクサンダー通りの入り口）はフュルトで最も重要で最大のホール建築であった。この中では、有名なポクラートール（ヘビーなビール）が供されていた。ガイスマンザールは1982年に解体され、ショッピングセンター「シティー＝センター・フュルト・プラッツ」となった。
歴史的な中核市部の、市庁舎に近いグスタフ通りでは、16世紀から営業している飲食店が数軒ある。この通りは、1632年にスウェーデン王グスタフ・アドルフにちなんで命名された。それは三十年戦争の当時、軍を率いて現在のドイツへ侵攻した彼が、この通りにあった食堂で食事をしたことに由来する。この通りの両側には、小さな酒場、カフェ、カクテルバー、フランケン料理のレストランが軒を連ねている。ここでは、地元住民と飲食店主との間で、飲食店が原因となっている騒音問題について紛争（17件の訴訟）が起きている。フュルト市も住民から何度も苦情を受けている。
その他の買い物は主に、内市街の小売店、2か所のショッピングセンター、週の市で行われる。

### 都市景観

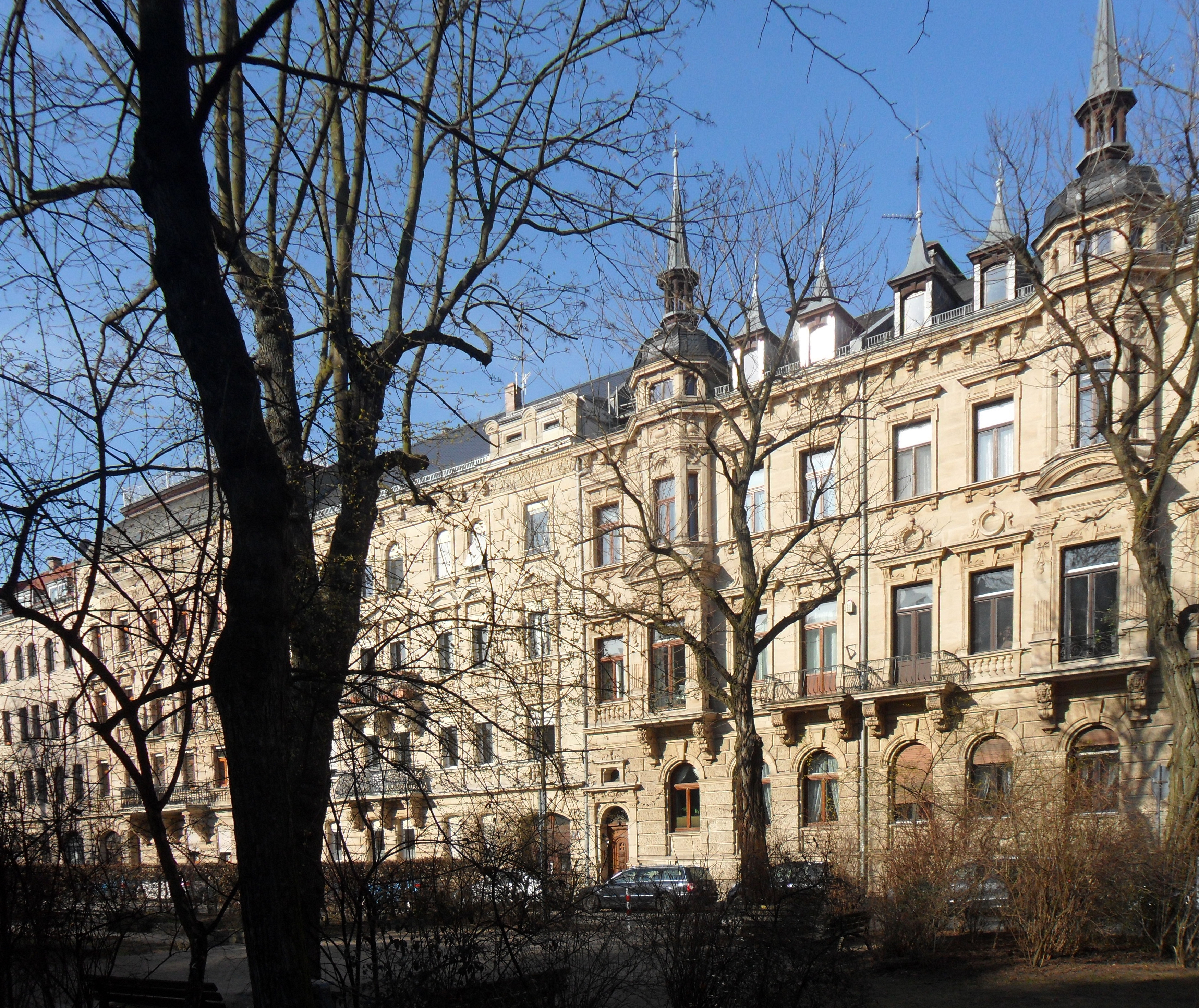
ホルンシュフプロムナード

ドイツの他の多くの都市とは異なり、フュルトは第二次世界大戦での爆撃による損傷は軽微であり、破壊されたのは 12 % であった（フュルト空襲）。このため、歴史的な都市景観がよく保存されており、近代的な建築が占める場所はわずかである（たとえば、駅前の高層ビル、1978年/79年に行われたケーニヒ通り南側の再開発、ゲンスベルクのシュタットハレなど）。フュルトは、ドイツの大都市で人口あたりの建築文化財の密度が4番目に高い街である（人口1,000人あたり17件）。
19世紀から20世紀初頭の建物が密集した多くの通りが内市街の景観を特徴付けており、フュルトは芸術史上、歴史主義様式の街とみなされている。内市街の聖ミヒャエル市教会付近には、17世紀から18世紀の建築アンサンブルが見られる。旧市街の街区で際立っているのは、グスタフ通り、泡沫会社乱立時代やユーゲントシュティールの多様な集合住宅が並ぶホルンシュフプロムナードやケーニヒスヴァルター通りである。歴史的な都市景観はジュートシュタットにまで続いているが、ここにはかつての労働者用集合住宅があり、装飾性の乏しいファサードのデザインはそれを反映している。
1840年から1850年にイタリア様式で建設されたフュルトの市庁舎は、フィレンツェのヴェッキオ宮殿を強く連想させるもので、この街の象徴的建造物となっている。

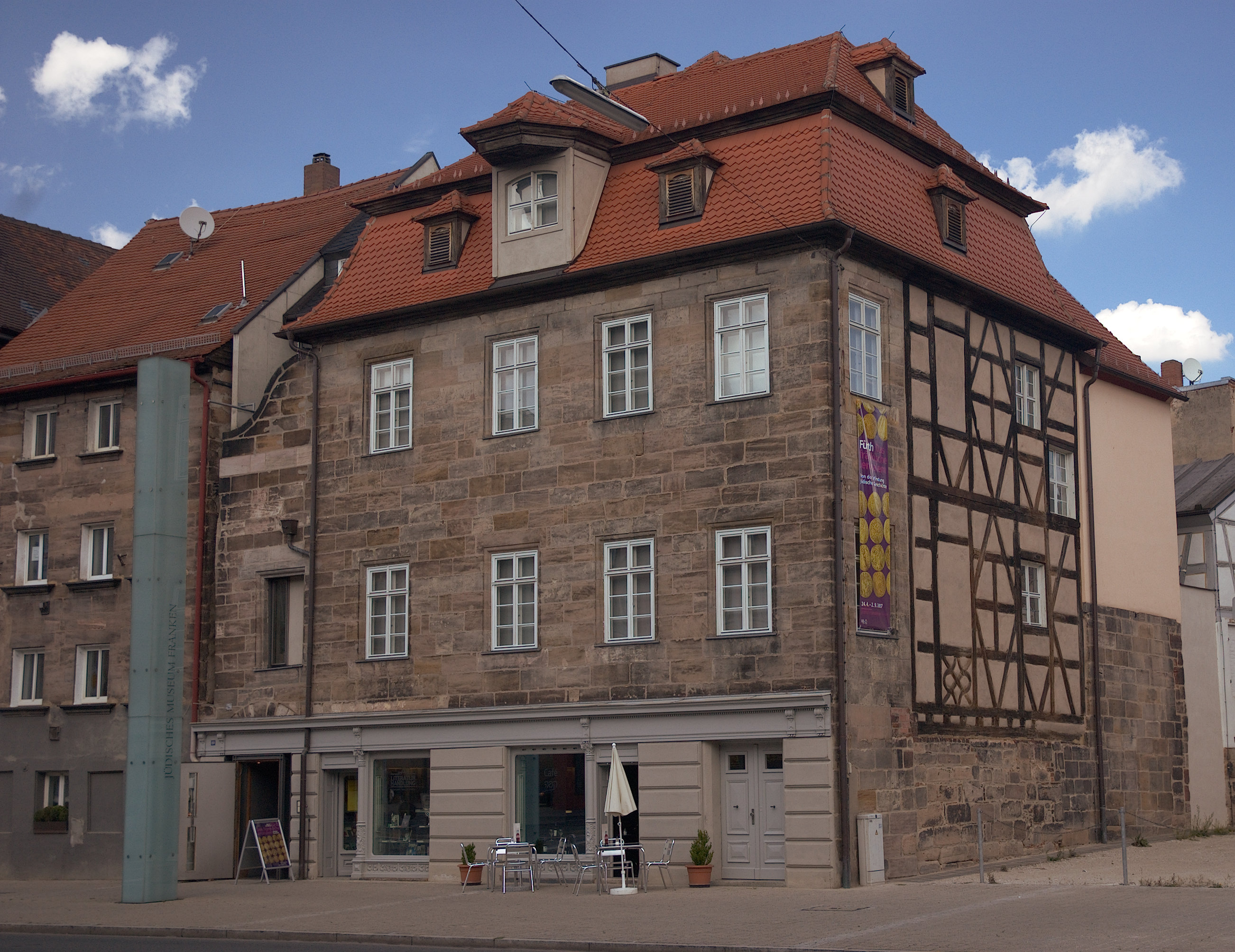
ユダヤ博物館フランケン

### 博物館

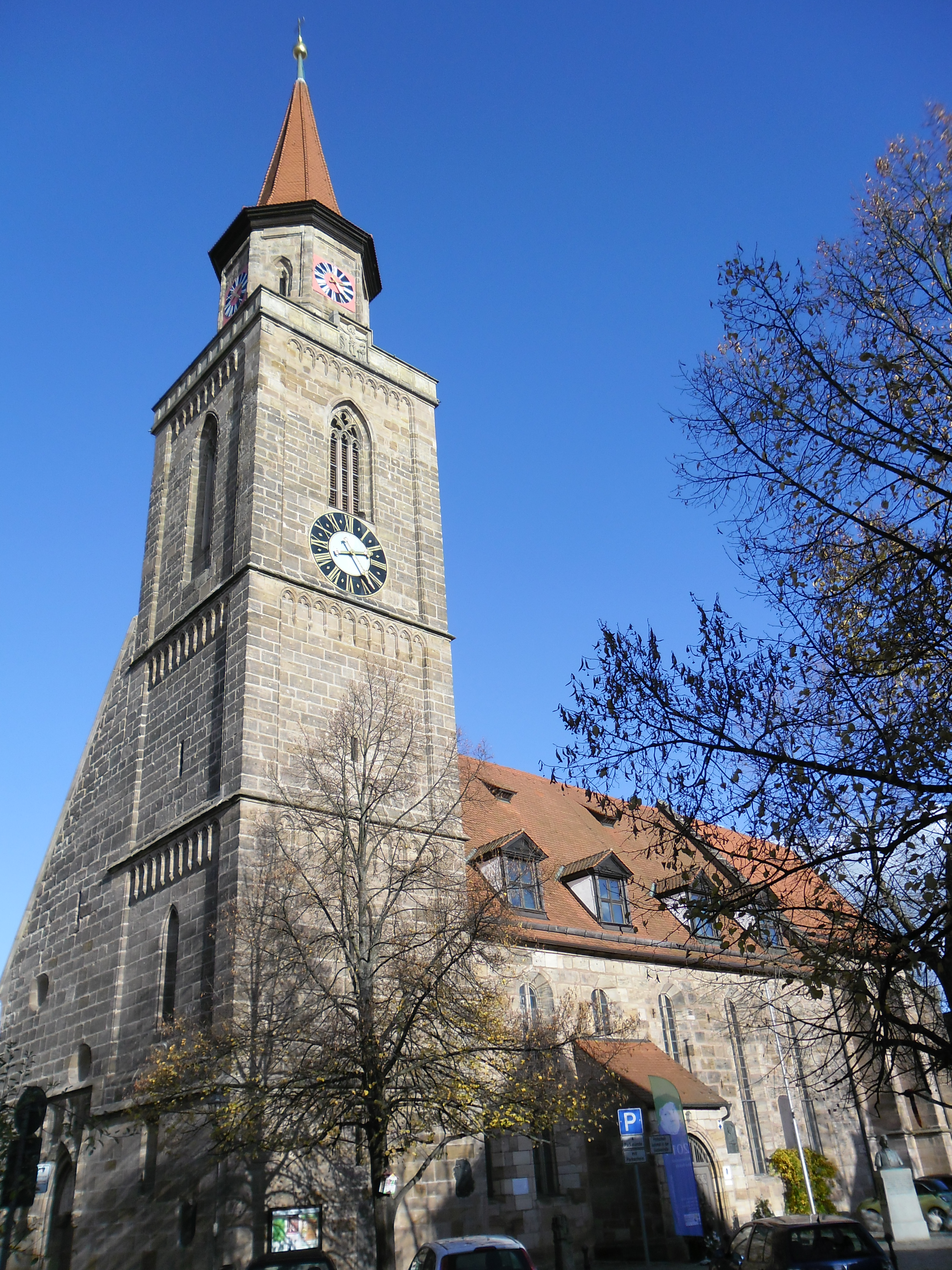
聖ミヒャエル教会

- ユダヤ博物館フランケンの本館は1999年にフュルトに開館した。中心となる展示物は、17世紀にまで遡る家である。これは19世紀後半までユダヤ人家族が所有していたものである。化粧漆喰の天井、歴史的な仮庵、地下室のミクワーが保存されている。この博物館は、常設展示でフランケン地方のユダヤ人の歴史と文化を紹介している。特別展示では、フランケン地方のユダヤ人の歴史や一般的なユダヤ文化に対する新しい視点を切り開いている[49]。この博物館には、書店「ラヒェル・ザラマンダー」やカフェが併設されている。
- フュルト放送博物館
- 市立博物館（オットー通りの旧レオポルト＝ウルシュタイン＝シュールハウス）
- ルートヴィヒ・エアハルト・ツェントルム (LEZ) 2018年6月開館
- 2002年末以降、旧郡立貯蓄銀行フュルトの建物内に芸術ギャラリー・フュルトがオープンし、現代芸術作品を入れ替え展示している。
- ロベルト＝コッホ通りのヤーコプ＝ヘンレ＝ハウスにフュルト透析博物館がある[50]。

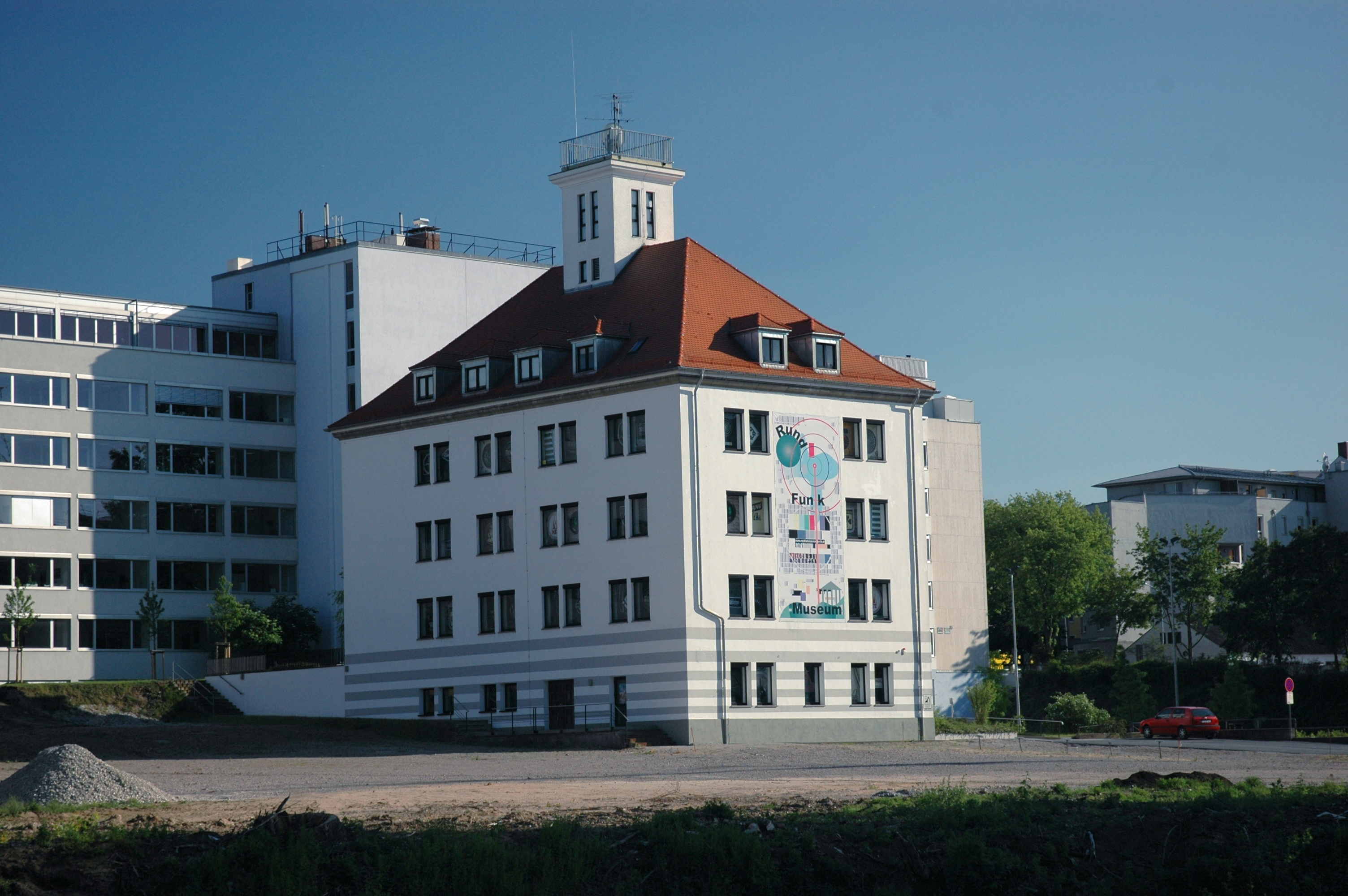
フュルト放送博物館
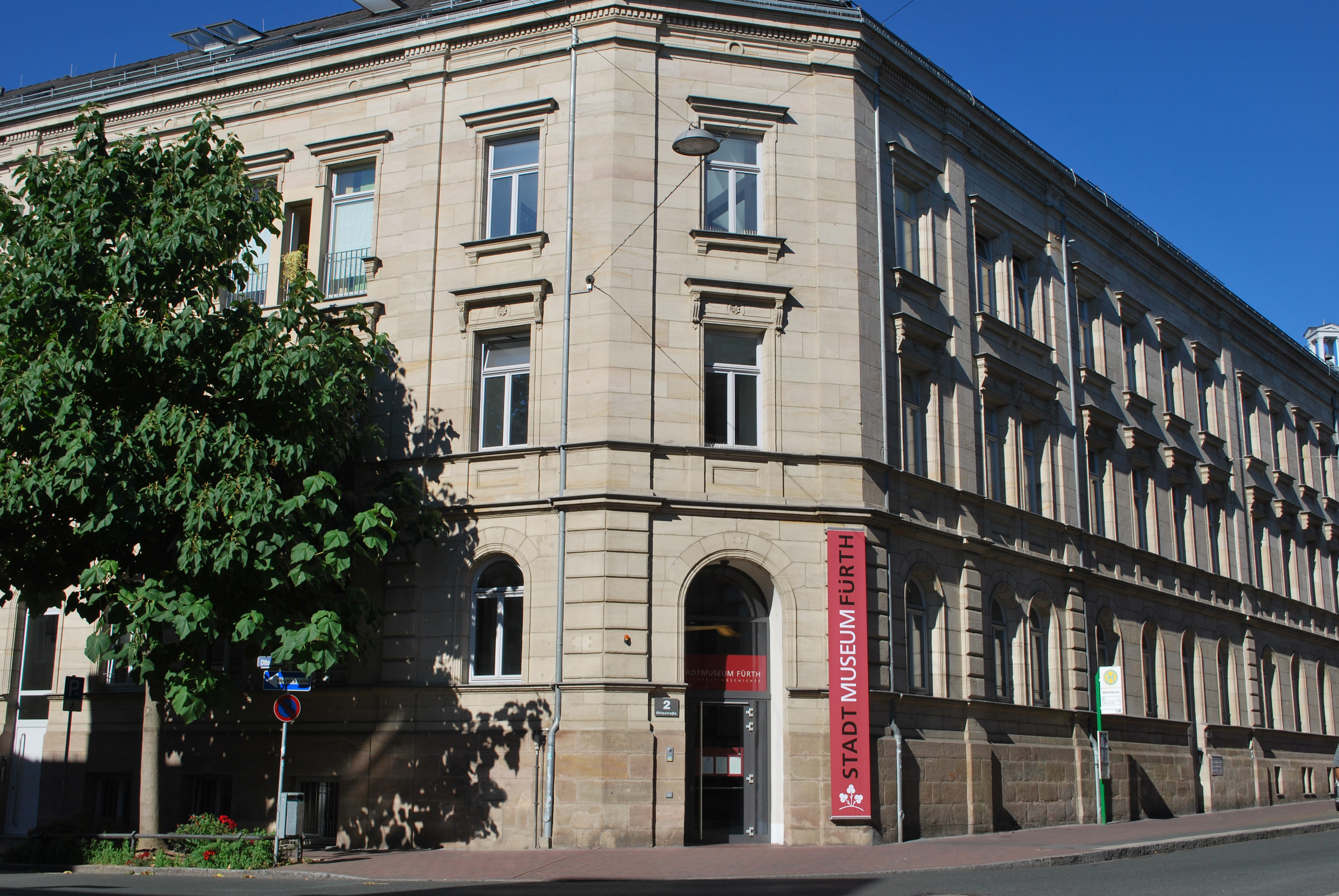
フュルト市立博物館
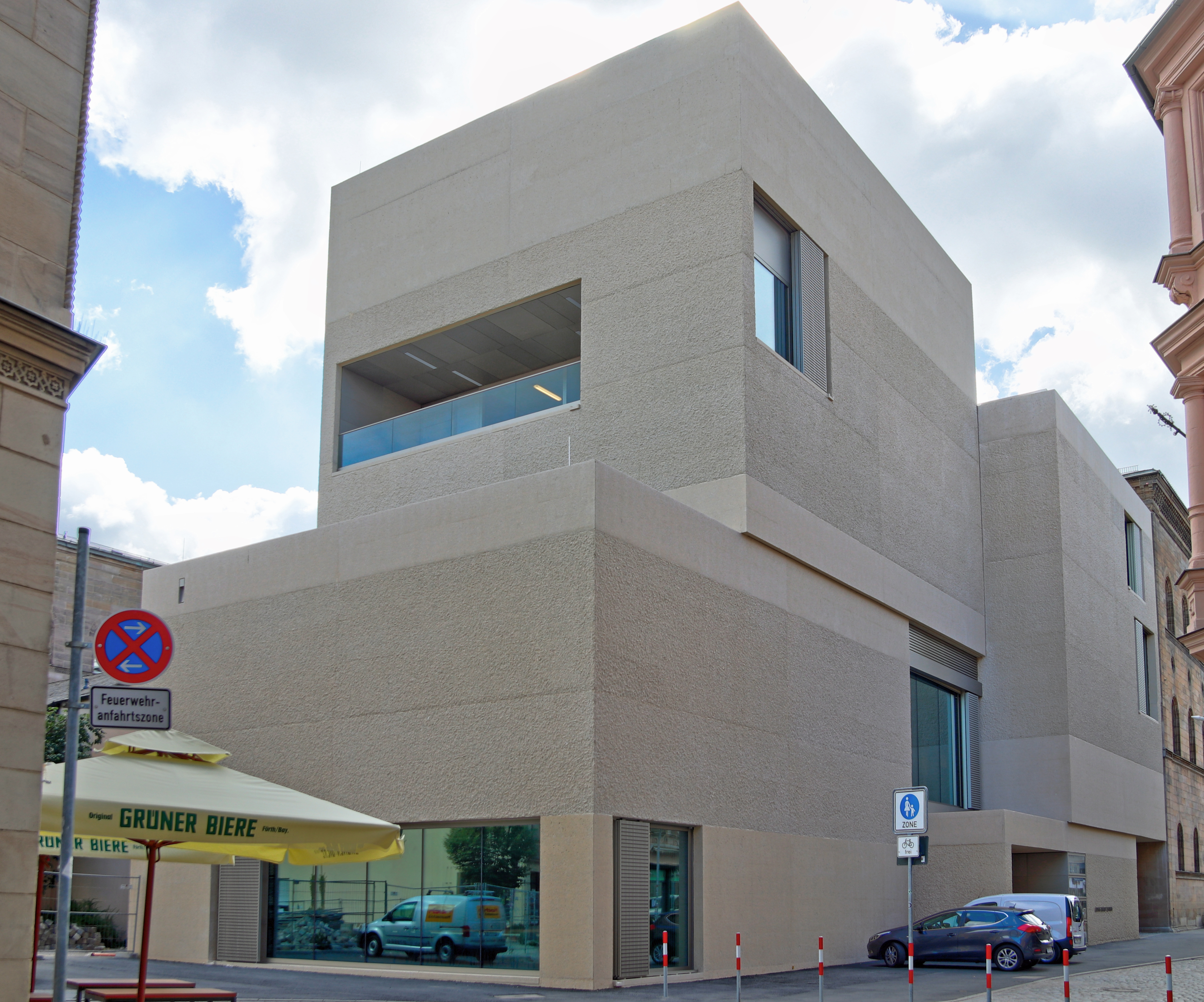
LEZ
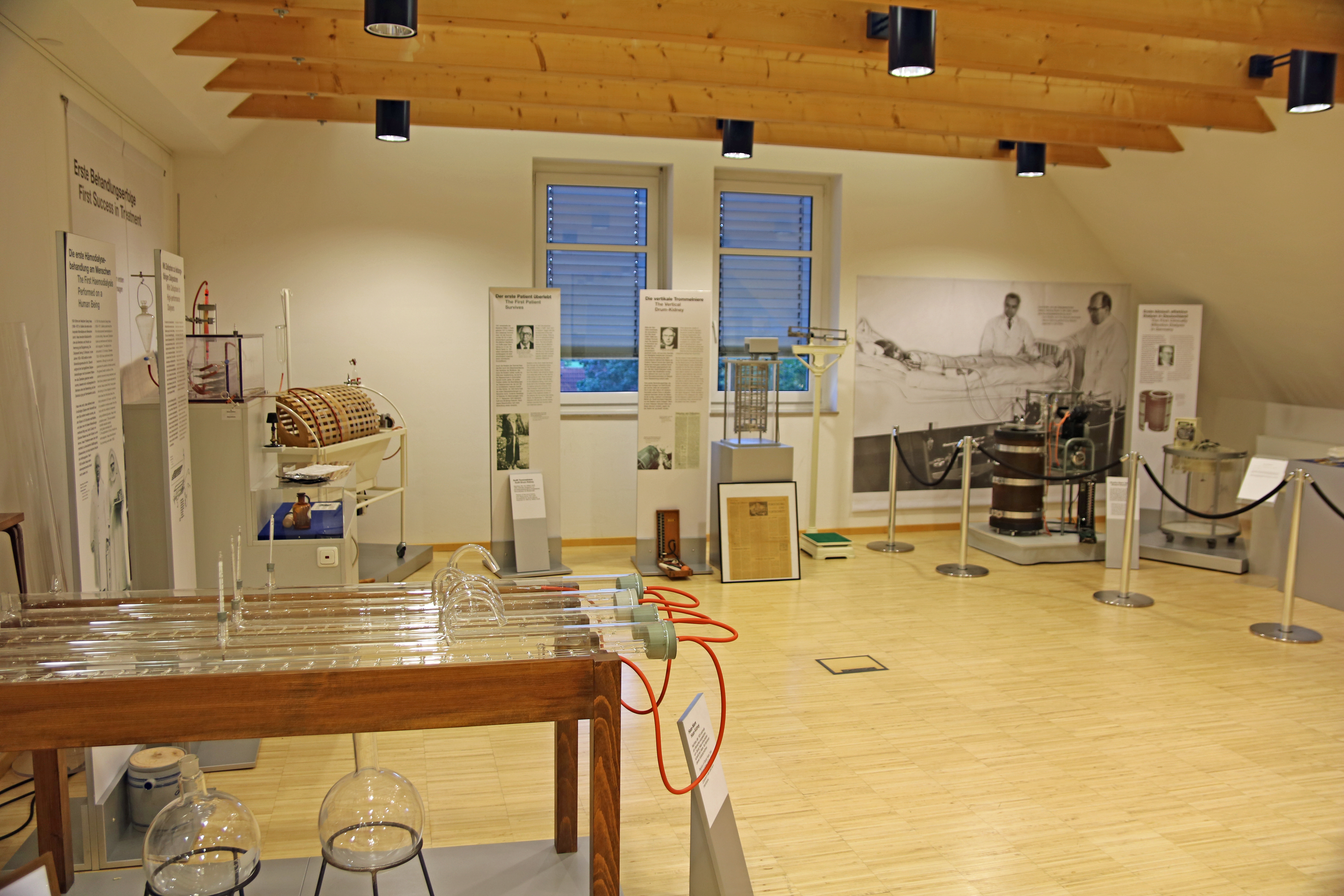
透析博物館

### 教会建築
フュルトに最も古い現存する教会は、福音主義の聖ミヒャエル教会である。この教会は基本的にはゴシック時代に建設され、その後何度も改築された。この教会は、1634年9月8日の大火を切り抜けて現存する、おそらく唯一の建物である。非対称のどっしりとした西塔が組み込まれた長堂ホールの東側は多角形の壊れた内陣に続いている。趣のなる内装は19世紀に遡る。特筆すべきものとして聖体安置塔（1500年頃）が挙げられる。
カトリックの「我らが聖母教会」（1824年 - 1828年建造）は、古典主義様式の建物である。この教会は、現在の市立公園の福音主義復活教会（1825/26年）とともに、かつては南北の墓地教会として建設された。2001年に設計図が発見され、レオ・フォン・クレンツェが我らが聖母教会の設計者であることが確定した。
ジュートシュタットには、ネオゴシック様式の聖パウル教会と、ネオバロック様式の聖ハインリヒ教会（旧聖ハインリヒおよびクニグンデ教会）がある。この他にヘルトヘーエに1970年代に建設されたカトリックのクリストケーニヒ教区教会がある。
他の市区にも重要な教会建築が存在する。特にポッペンロイトの福音主義聖ペーターおよびパウル教区教会は、13世紀になるまでニュルンベルクの聖ゼーボルト教会の上位教会であった。

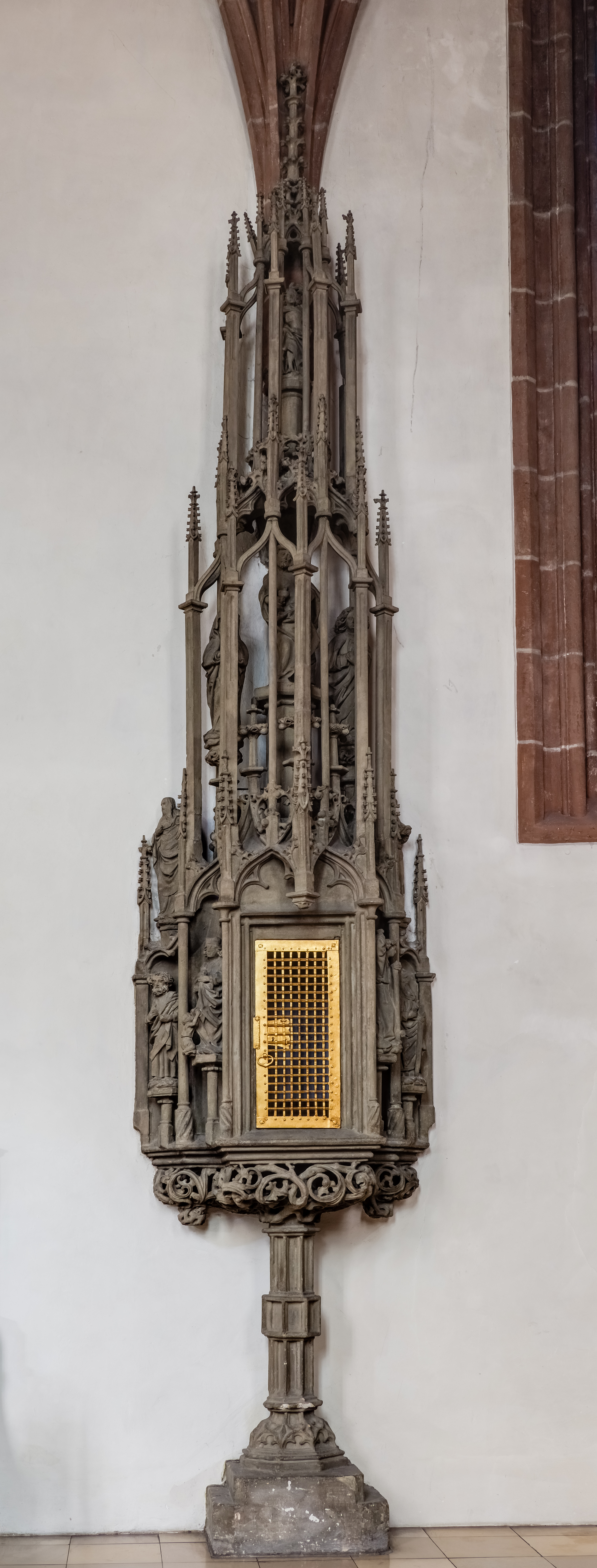
聖ミヒャエル教会の聖体安置塔
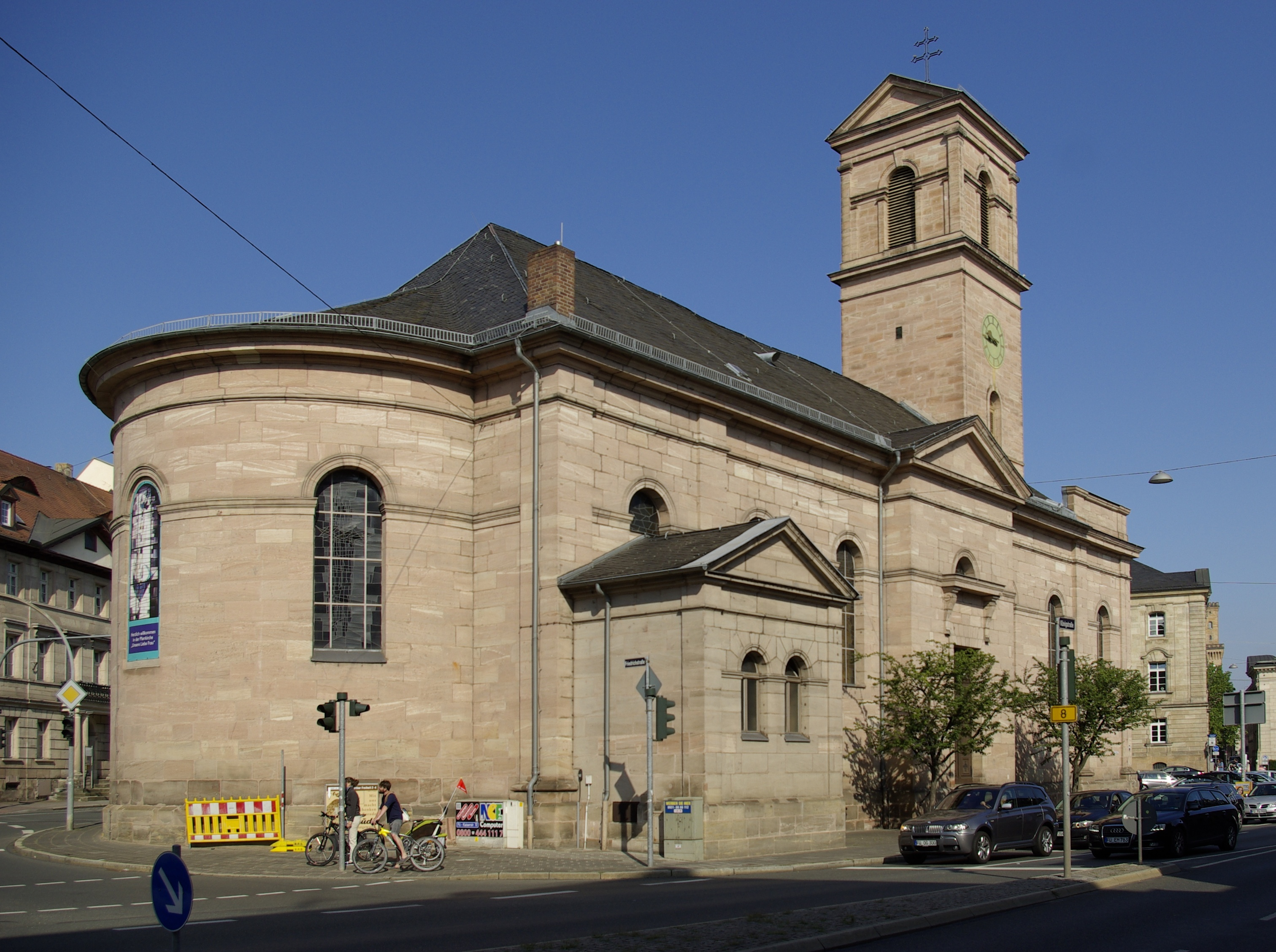
カトリックの我らが聖母教会
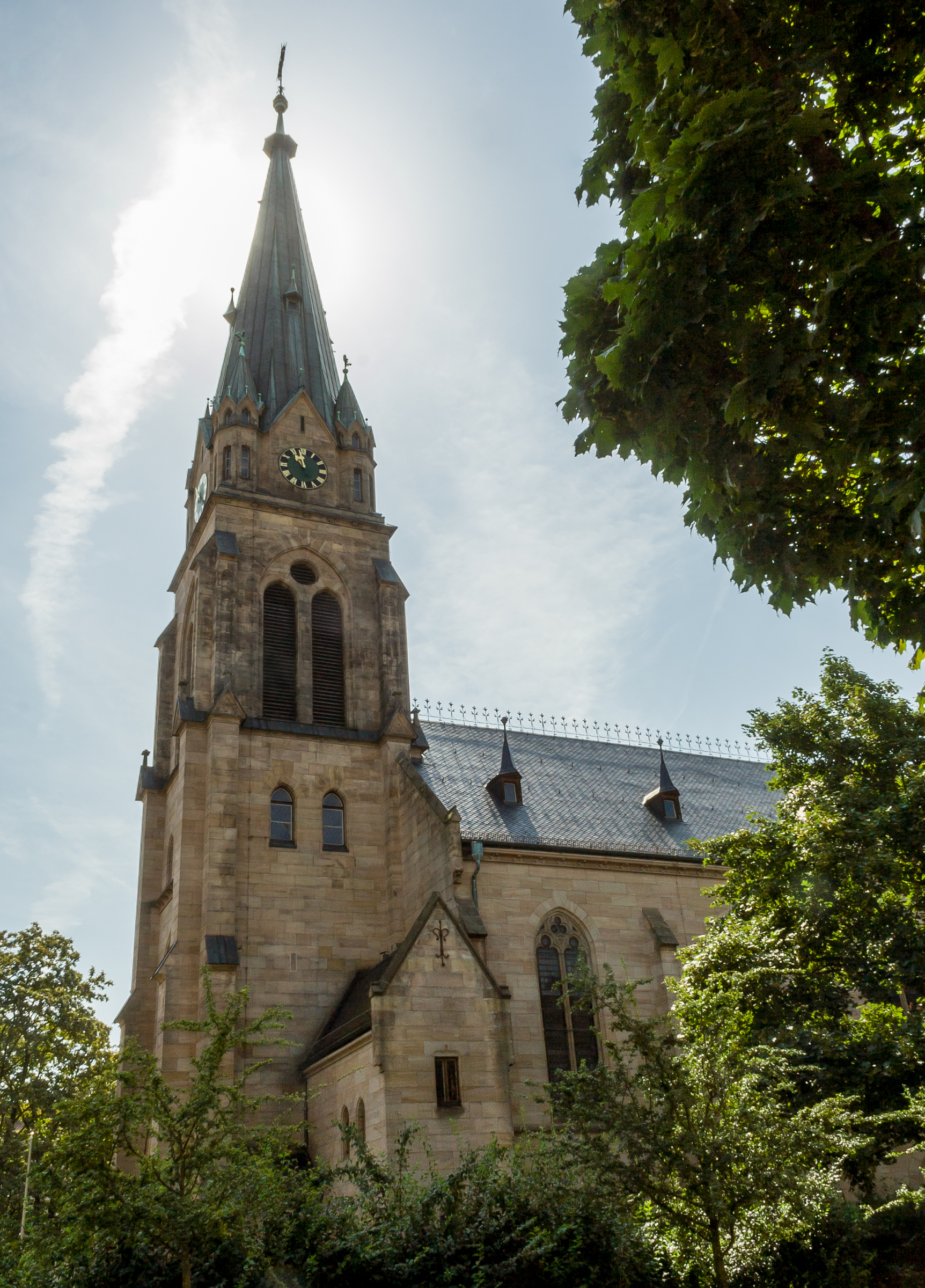
聖パウル教会
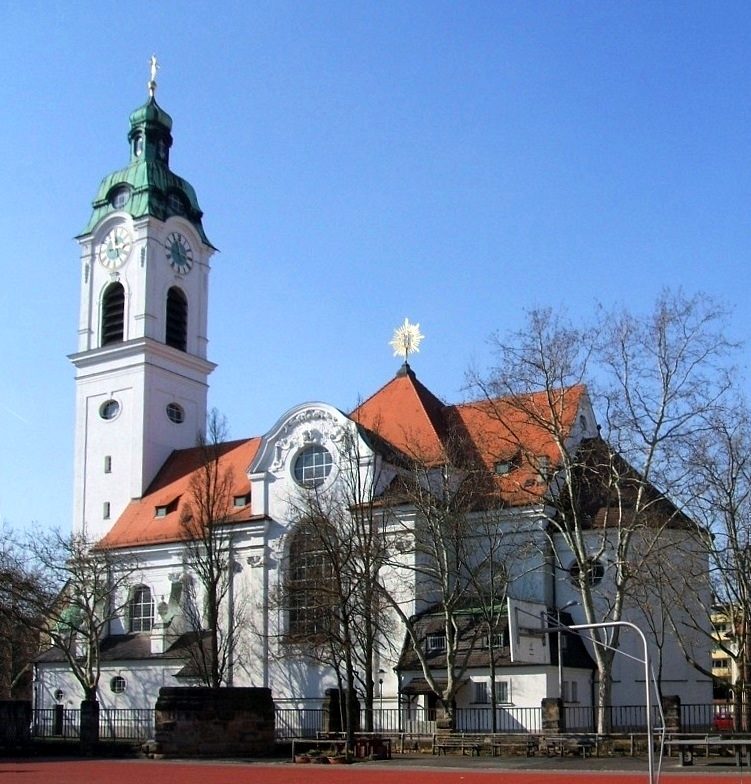
聖ハインリヒ教会
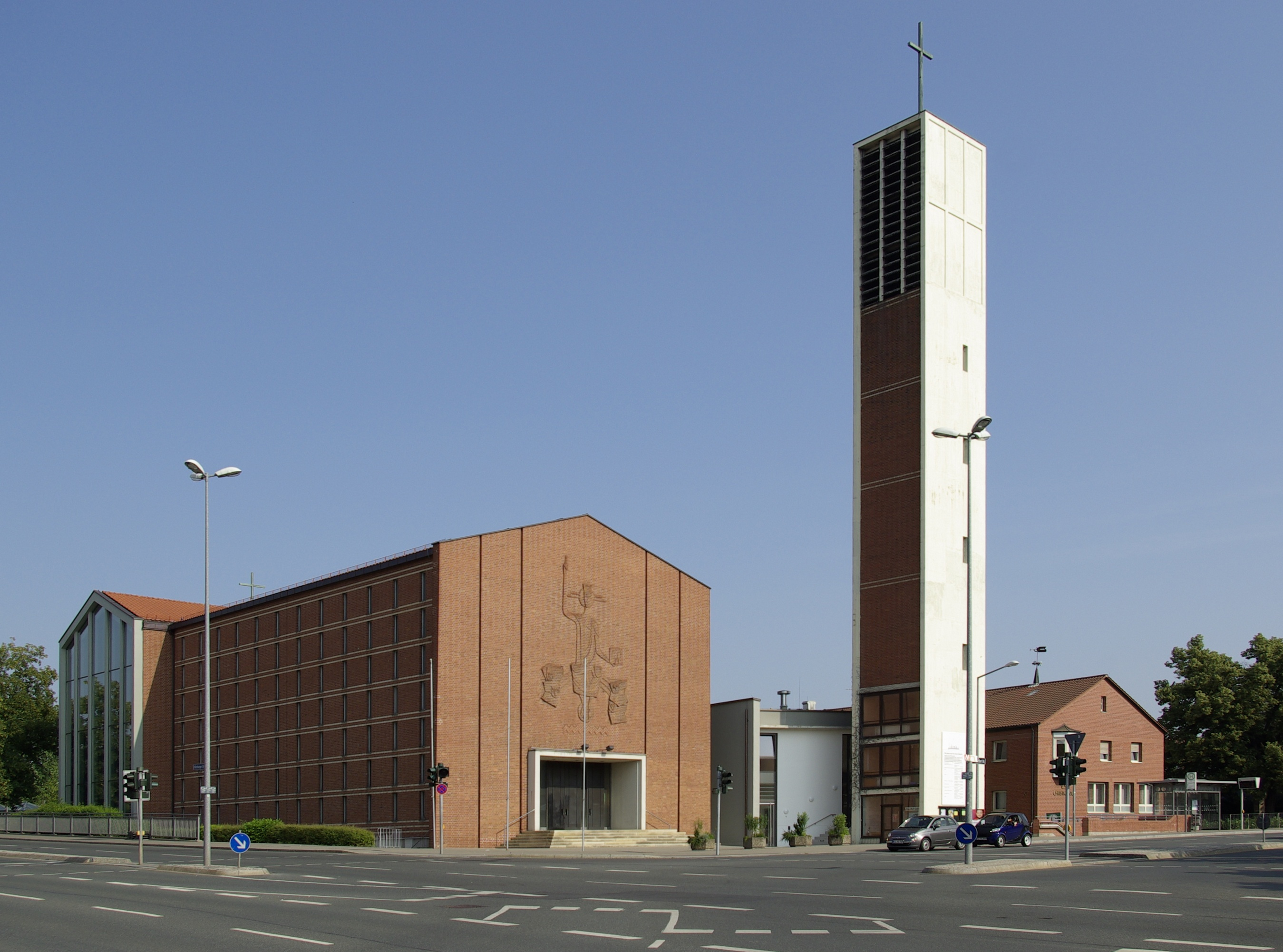
クリストケーニヒ教会
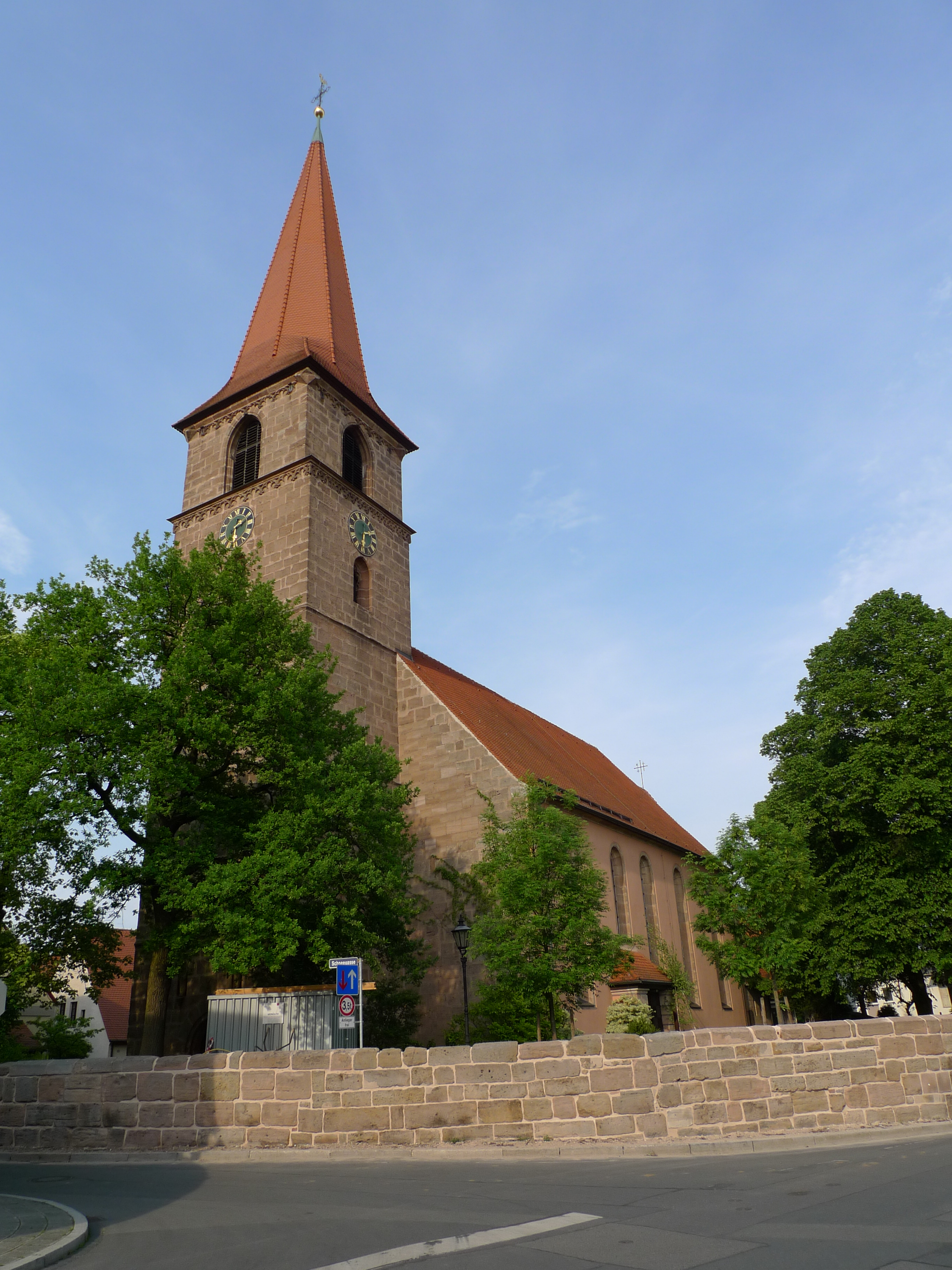
ポッペンロイトの聖ペーターおよびパウル教会

### 世俗建築文化財

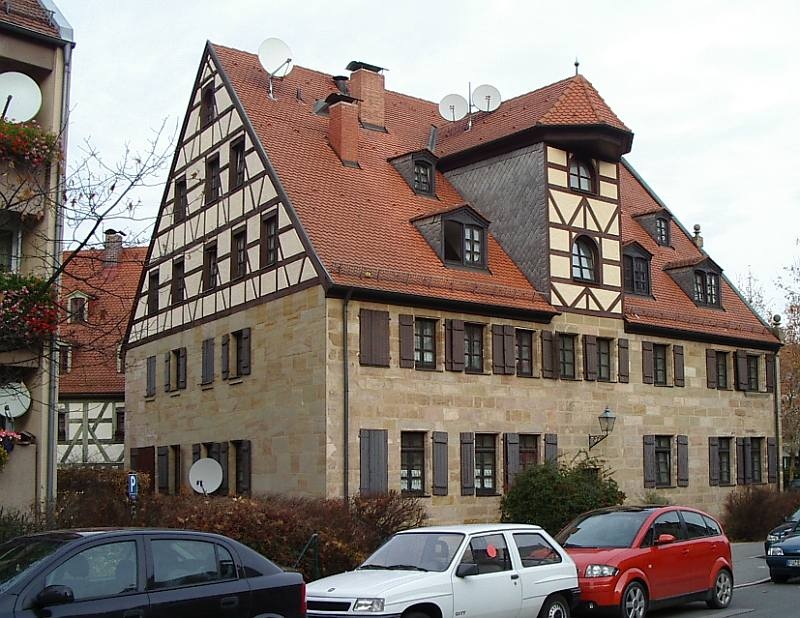
リールスホーフ

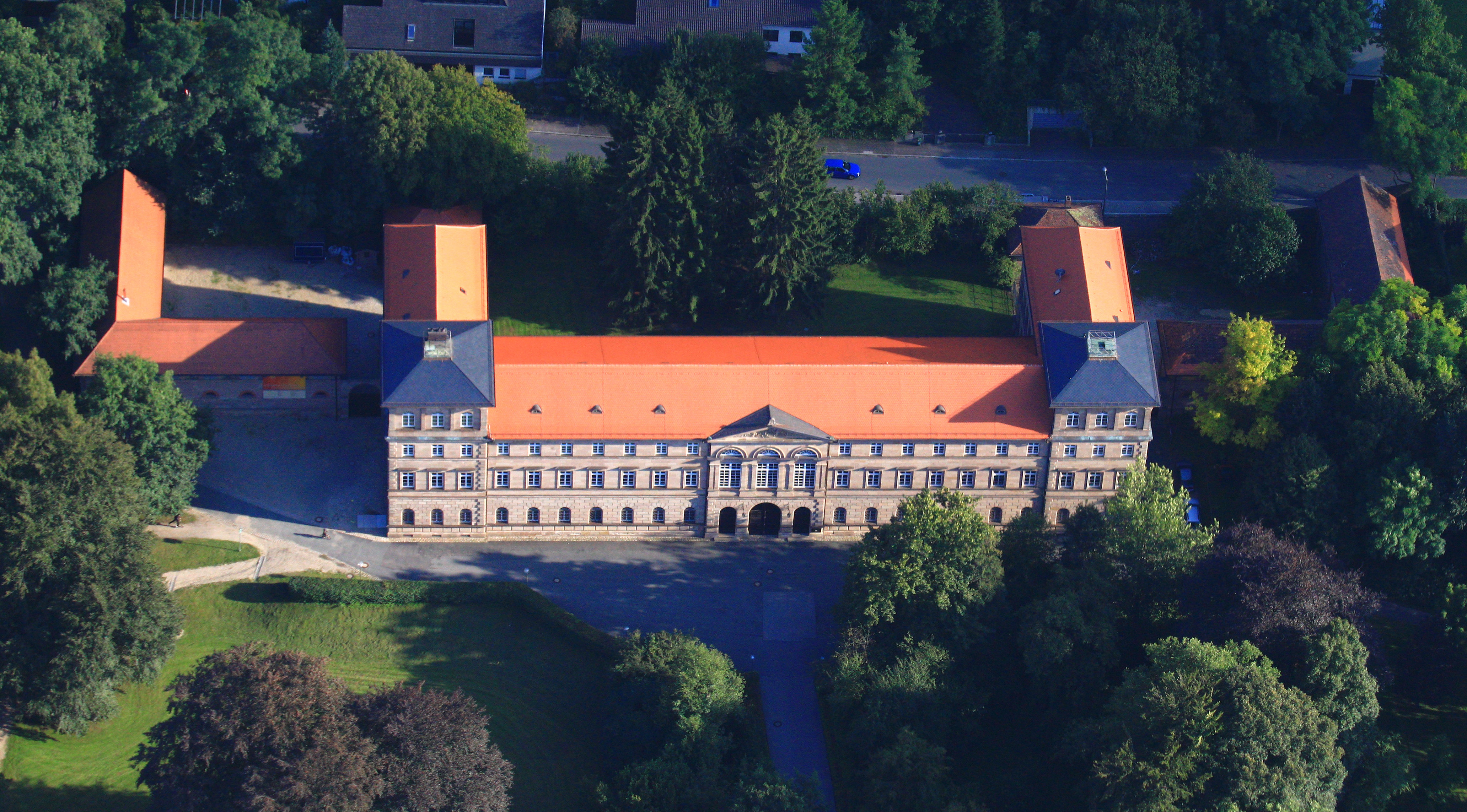
ブルクファルンバッハ城

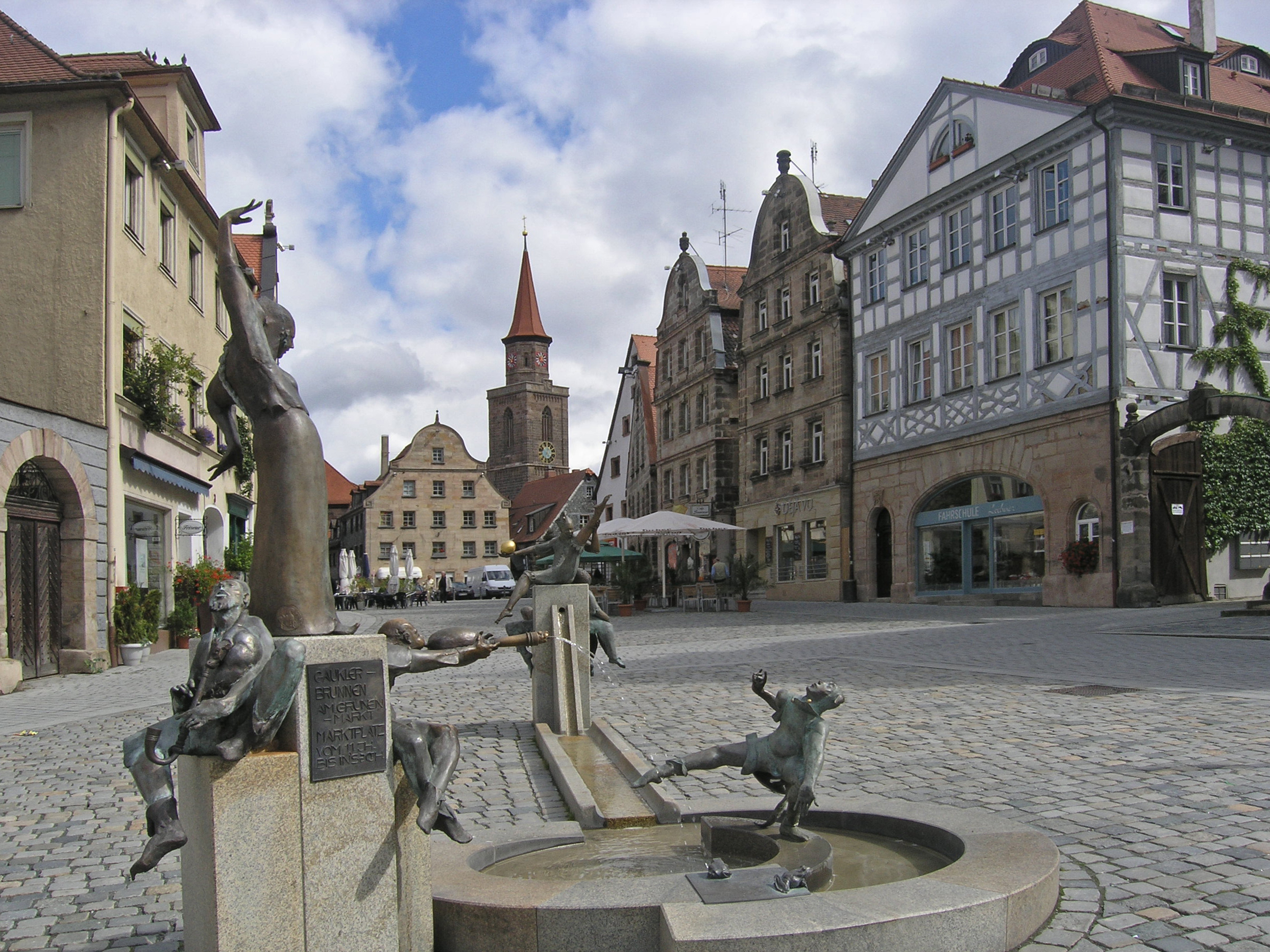
ガウクラーブルネン

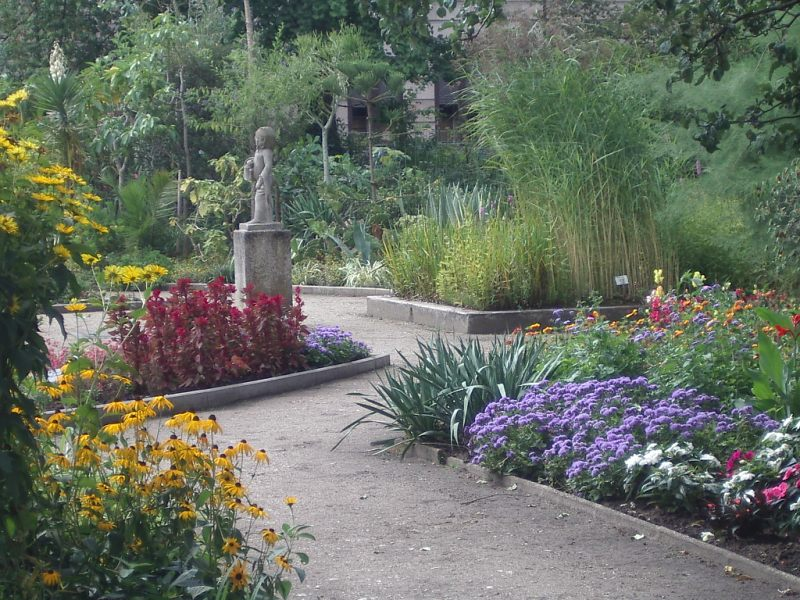
フュルト市立公園

修復されたリールスホーフは1621年に、高い破風壁と3階建ての2階建ての木組み造りの屋根裏部屋を持つ3階建ての切石建築として建設された。ロホナーシェス・ガルテンハウス（テアター通り33番地）は、1700年頃に建設され、おそらく1750年に多角形の階段塔が増築された。
1830年から1834年に建設されたブルクファルンバッハ城館は、南ドイツ最大級の古典主義様式の城館の1つである。現在この建物には市立文書館が入居している。この城館はピュックラー＝リンブルク伯が、バイエルン王国の建設監督官レオンハルト・シュミットナーに委託して、ブルクファルンバッハの古い水城の場所に建設させたものである。
イタリア様式の高さ 55 m の塔を有するフュルトの市庁舎は、ゲオルク・フリードリヒ・クリスティアン・ビュルクラインがエドゥアルト・ビュルクラインと共同で1840年から1850年に建設したものである。2人はともにフリードリヒ・ゲルトナーの弟子であった。塔は、フィレンツェのヴェッキオ宮殿を模倣したもので、この街の象徴的建造物となっている。市庁舎の建設は、この街にクラス II、すなわち独自の自治権授与という栄誉をもたらした。旧帝国の時代（1806年以前）には、3人のフュルトの領主（バンベルク聖堂参事会、ニュルンベルク市議会、アンスバッハ辺境伯）がそれぞれ代理人をフュルトに置いていた。所有者から「旧市庁舎」と呼ばれる建物（ミヒャエルス教会の南西 300 m）は、古いシースハウス（射撃共同体の館）で、聖堂参事会の監視を逃れた「全コミュニティ」の集会がその上階で行われていた。「全コミュニティ」には、全市民、すなわちすべての土地所有者や商工業主が含まれた。
エドゥアルト・リューバーが設計した歴史的な駅舎は1863年/64年に建設された。
旧屠畜場、現在の文化フォーラムは、市立ホールの麓にあり、レドニッツ川に直接面している。シュヴァーバッハー通り沿いには、20世紀初頭の建物と1912年建造の重要なユーゲントシュティール様式の醸造棟からなる旧ブラウエライ・フンプザーがある。
1928年に、バイエルンで最初の駐車場の1つである「セントラル＝ガレージ」が造られた。この駐車場は2003年に閉鎖された。マイン＝ドナウ運河の東、1994年に開業したユーロメドクリニックの敷地内に、遠くからも観ることのできるガラスのファサードを持つホテルピラミッドがある。
グリューナー・マルクトにあるガウクラーブルネンは、2004年にハロ・フライによって制作された、この街で最も新しい泉である。この泉は3つの独立した群像で構成されており、そのうち2つのグループは水のエレメントでつながっている。

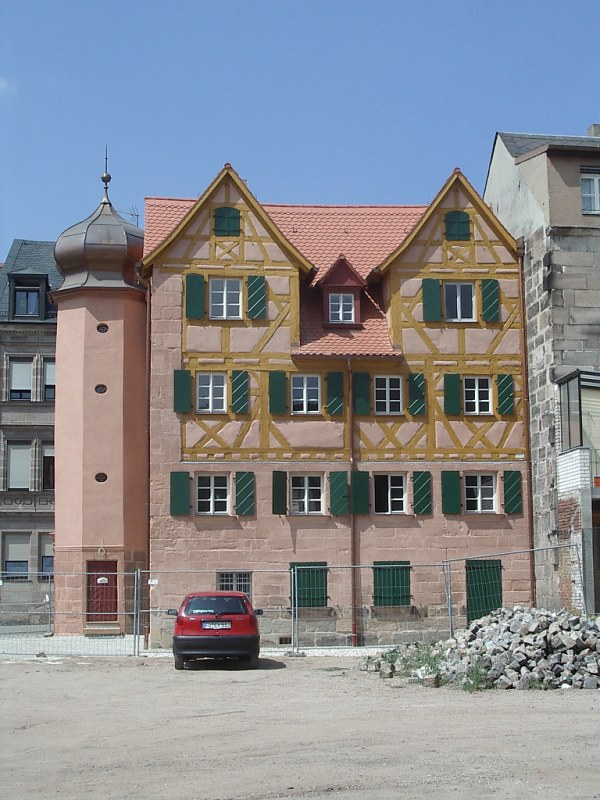
ロホナーシェス・ガルテンハウス
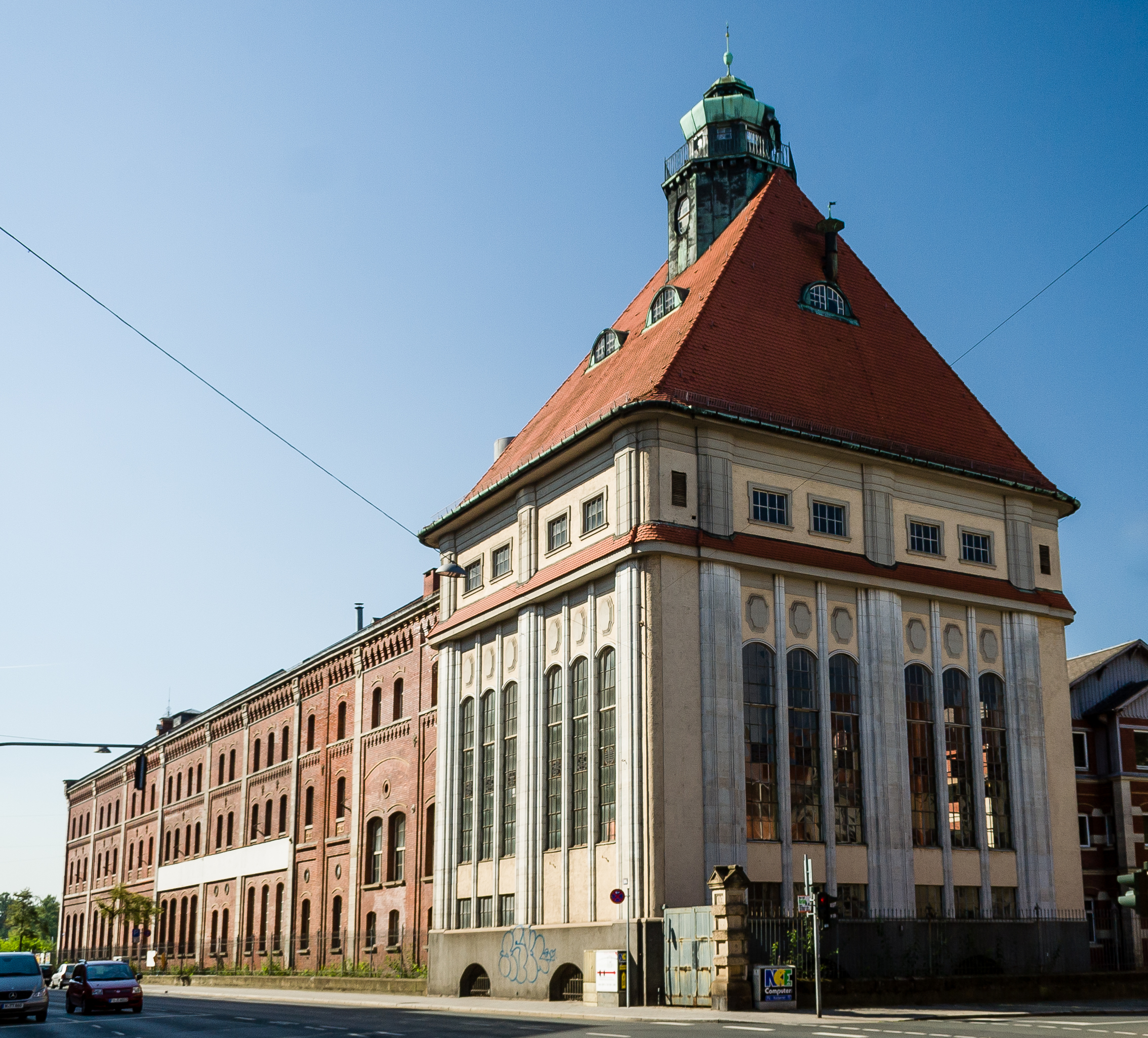
旧ブラウエライ・フンプザー
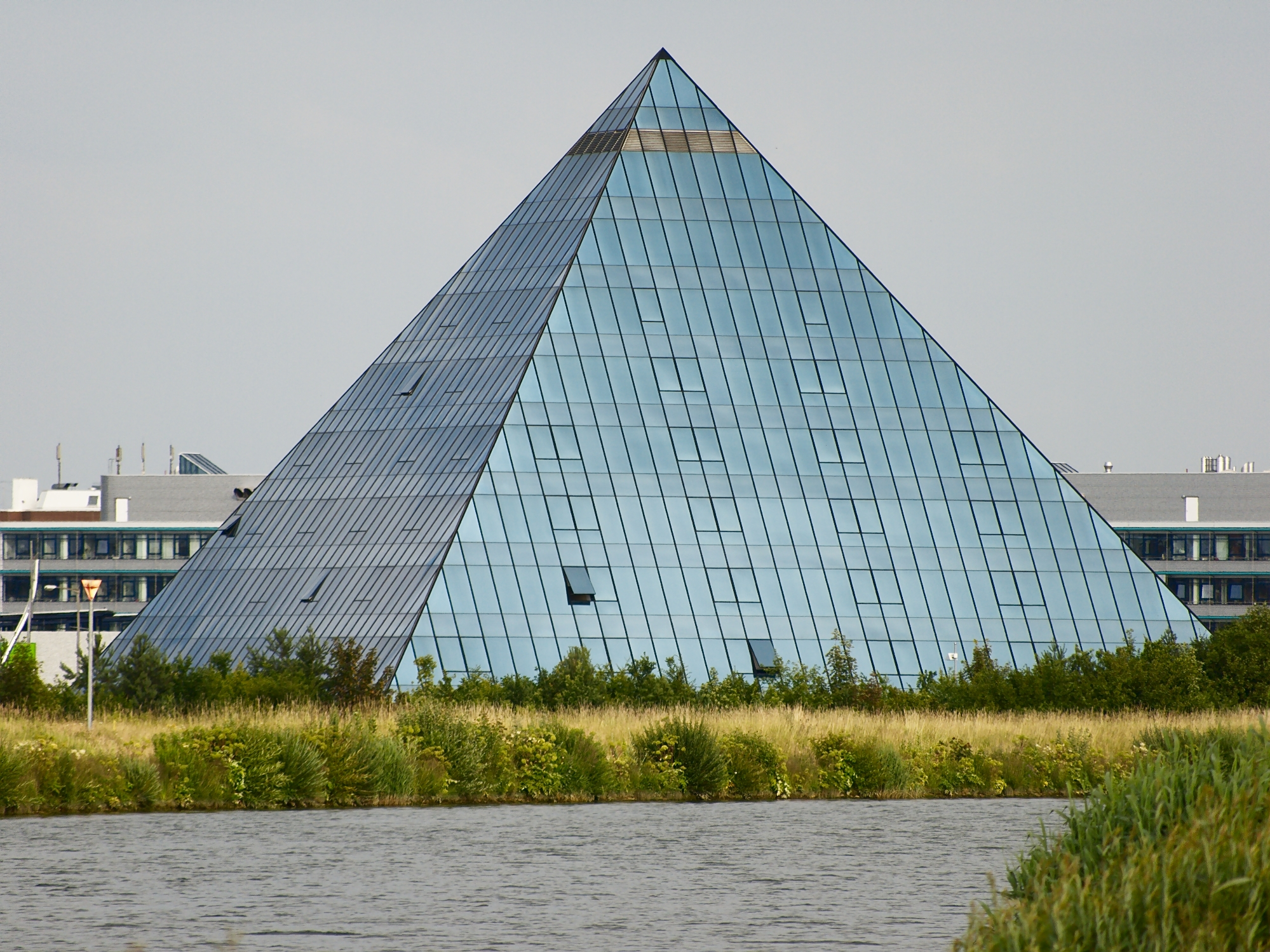
ホテルピラミッド

### 公園施設
ペグニッツ川沿いの草地にシュタットパルク（市立公園）が延びている。散策路や堤防の他にこの公園には、カモ池、子供遊戯広場、ミニゴルフ場、バラ園、2001年に造成された果樹園、様々な記念碑、植物学習公園がある。
2004年秋に旧兵舎敷地内のズュートシュタットパーク（南市立公園）が一般公開された。

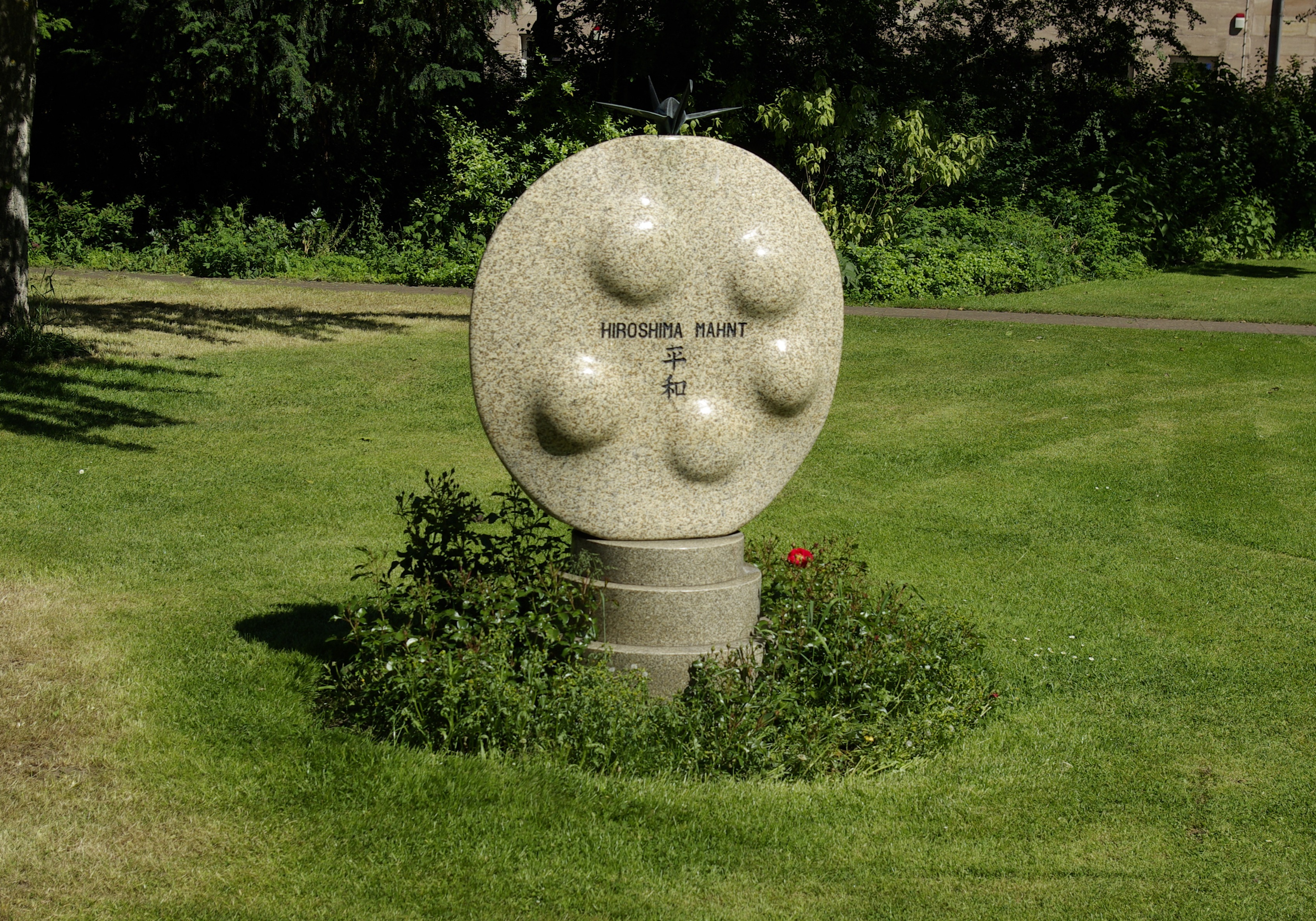
シュタットパルクの広島記念碑
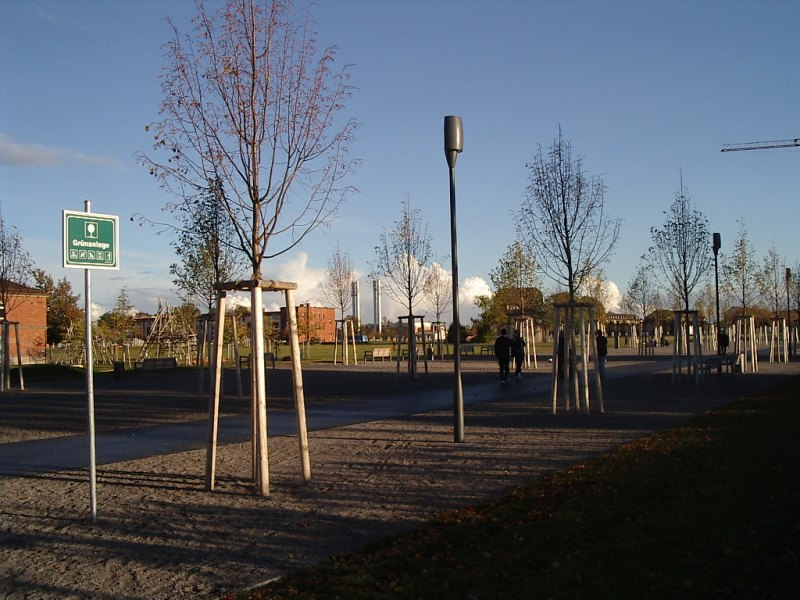
ズュートシュタットパルク

### 年中行事
- 5月: ブルクファルンバッハ市民祭
- 春: グラフルマルクト（蚤の市）
- 春: 国際クレツマー・フェスティバル（2年周期）
- 夏: 7月末から8月半ばまで: ブルクファルバッハ夏の夜の演劇祭
- 夏: フュルター・フライハイトでのビーチバーレー大会
- 夏: フュルター・フライハイトでのニューオーリンズ・フェスティバル（ブルース & ロック）
- 夏: フュルト・フェスティバル（内市街の様々な場所で行われる音楽イベント）
- 夏: グリューナー・マルクトのグリューネ・ナハト（フォーク、ブルース、シンガーソングライター）
- 夏: ハルトヘーエでのサマーフェスト
- 夏: 市内の様々な地区や集落での教会開基祭
- 夏: メトロポールマラソン
- 9月/10月: ミヒャエルス教会祭、バイエルン最大級で最も重要な教会祭であると同時に最大級で最も重要な市民祭でもある。800年以上の伝統を持つ。聖ミヒャエルの日（9月29日）後の土曜日に開幕する。
- 10月: 学問・知識の長い夜（2003年から2年周期）
- 12月: フュルター・フライハイトでのクリスマスマーケット
- 12月: ヴァーク広場での旧市街協会による旧市街クリスマス

### フュルト市の賞
市は、1954年からフュルト市ゴールド市民メダルを、1970年からフュルト市文化賞および文化奨励賞を授与している。1996年に、この街出身の偉人の栄誉を称えてヤーコプ＝ヴァッサーマン文学賞が加わった。2012年からはさらに文化特別賞が授与されている。同じく2012年からフュルトの学校の優れた教育者のためのルイス＝キッシンジャー賞が創設された。

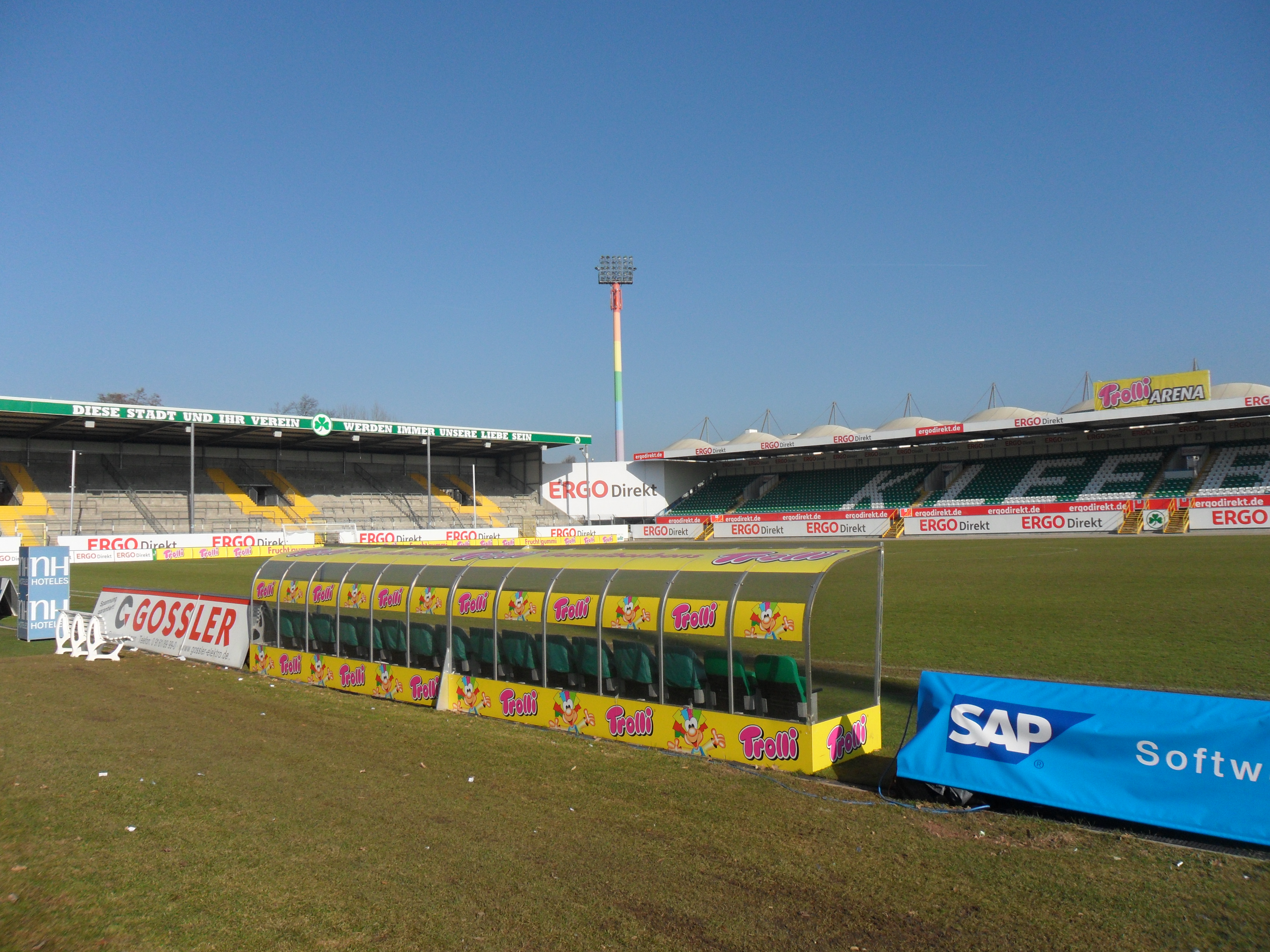
シュポルトパルク・ロンホーフ・トーマス・ゾンマー（2011年の撮影時の名称は「トローリ・アレーナ」）

### スポーツ
スポーツの世界でフュルトは、長い伝統を持ち、ドイツサッカー選手権で3度優勝した SpVggフュルト（TSV フェステンベルクスグロイトと合併し、現在の名称は SpVggグロイター・フュルトとなっている）で知られている。このクラブは、2012/13年シーズンにはブンデスリーガに属していた。シュポルトパルク・ロンホーフ・トーマス・ゾンマーはロンホーフ市区にあり、シュピールフェライニグングによって1910年に建設された競技場「中央墓地の向かいに位置するロンホーファー・ヴェークのスポーツパーク」を起源とする。このスタジアムは、当時、ドイツ最大のスポーツ公園施設であり、「クレーブラット」（クローバーの葉）は、ドイツで最も長く同じスタジアムで競技を続けているクラブの1つである。
オリンピック優勝者ベルント・カンネンベルク、世界選手権優勝者ペトリツ・イルク、オリンピック出場選手のフローリアン・シュヴァルトホフやニコ・モッチェボンといった有名な陸上選手が LAC クヴェレから育っている。
野球チーム「フュルト・パイレーツ」は2002年に初めて野球ブンデスリーガに昇格し、早くも2004年シーズンにドイツ準優勝を果たした。
スヌーカー・クラブ SSC フュルトは、スヌーカー・ブンデスリーガ1部に所属しており、毎年開催されるパウル・ヒンター・クラシックスの主催者である。

### 余暇
世紀の変わり目頃から1950年代になるまで、エアランゲン/ヴュルツブルク方面行き鉄道の下流付近にレドニッツ川が注ぐ自然のプールがあった。男の子と女の子用に分けられた2つの入り口が、北の上流側のレドニッツ堤防付近と、下流側のバーベキュー広場の橋付近に遺されている。そのすぐ近くに自然プールを形成するために用いられたヴァルトマン堰がある。
ミニゴルフ場は、市立公園、ブルクファルンバッハのライン＝マイン＝ドナウ運河沿い、ペグニッツ川がレドニッツ川と合流する直前の市立墓地下流側付近にある。インドア・ミニゴルフ施設がジュートシュタットにある。

## 人物
フュルト出身の著名な人物には、たとえば病理学者・医師のヤーコプ・ヘンレ、作家のヤーコプ・ヴァッサーマン、政治家で連邦首相のルートヴィヒ・エアハルト、政治家でアメリカの国務長官を務めたヘンリー・キッシンジャー、オーストリアの小児神経科医で医師のアンドレアス・レットらがいる。

### 出身者
- ヴィルヘルム・レーエ（ドイツ語版、英語版）（1808年 - 1872年）福音主義ルター派神学者
- ヤーコプ・ヘンレ（1809年 - 1885年）解剖学者、病理学者、医師。ヘンレループの発見者
- カウフマン・コーラー（ドイツ語版、英語版）（1843年 - 1926年）ラビ
- オットー・マイヤー（1846年 - 1924年）法学者
- マルティン・ゼギッツ（ドイツ語版、英語版）（1853年 - 1927年）労働運動指導者、政治家
- マックス・ベルンシュタイン（ドイツ語版、英語版）（1854年 - 1925年）芸術評論家、演劇評論家
- ユリウス・バウシンガー（ドイツ語版、英語版）（1860年 - 1934年）天文学者
- ヤーコプ・ヴァッサーマン（1873年 - 1934年）作家
- フリッツ・ウルマン（ドイツ語版、英語版）（1875年 - 1939年）化学者
- ベルンハルト・ケラーマン（ドイツ語版、英語版）（1879年 - 1951年）作家
- ハインリヒ・ホフマン（1885年 - 1957年）写真家。アドルフ・ヒトラーの写真家として知られる。
- パウル・ハルトマン（1889年 - 1977年）俳優
- アウグスト・シュミット（ドイツ語版、英語版）（1892年 - 1972年）軍人。最終階級は中将。
- ハンス・ハーゲン（ドイツ語版、英語版）（1894年 - 1957年）サッカー選手、指導者
- ヘルマン・グロックナー（1896年 - 1979年）哲学者、大学教授
- ルートヴィヒ・エアハルト（1897年 - 1977年）政治家。西ドイツ首相（1963年 - 1966年）を務め、「エアハルトの奇跡」として知られる。
- アンドレアス・フンラツ（ドイツ語版、英語版）（1897年 - 1970年）サッカー選手
- リヒャルト・クラウトハイマー（ドイツ語版、英語版）（1897年 - 1994年）美術史家
- アルベルト・フォルスター（1902年 - 1952年）政治家。NSDAPのダンツィヒ＝ヴェストプロイセン帝国大管区の大管区指導者を務めた。
- ヴァルター・フランク（ドイツ語版、英語版）（1905年 - 1945年）歴史家
- アルフレート・シュヴァルツマン（1912年 - 2000年）体操選手
- ハインリヒ・ベルリン（1915年 - 1988年）歴史家、人類学者、考古学者
- ルートヴィヒ・シュヴァイケルト（ドイツ語版、英語版）（1915年 - 1943年）レスリング選手
- ルドルフ・クライトライン（ドイツ語版、英語版）（1919年 - 2012年）サッカー審判員
- ハンス・フィーデラー（ドイツ語版、英語版）（1920年 - 1980年）サッカー選手、スポーツジャーナリスト
- ラルフ・ヒルシュマン（ドイツ語版、英語版）（1922年 - 2009年）化学者
- ヘンリー・キッシンジャー（1923年 - ）アメリカ合衆国の政治学者、政治家
- アンドレアス・レット（ドイツ語版、英語版）（1924年 - 1997年）オーストリアの小児神経科医、作家
- エリック・ショプラー（1927年 - 2006年）心理学者
- カール・マイ（ドイツ語版、英語版）（1928年 - 1993年）サッカー選手、指導者
- ヘルベルト・エアハルト（ドイツ語版、英語版）（1930年 - 2010年）サッカー選手
- ヴェルナー・ハイダー（1930年 - ）作曲家、ピアニスト、指揮者
- カール・リンゲル（ドイツ語版、英語版）（1932年 - ）サッカー選手
- フォルカー・ライヒェルト（1949年 - ）歴史学者
- ディートマール・バイアースドルファー（ドイツ語版、英語版）（1963年 - ）サッカー選手、サッカー解説者
- イェンス・ベッカー（ドイツ語版、英語版）（1965年 - ）ベーシスト。バンド「グレイヴ・ディガー」のメンバー。
- ライナー・ミュラー＝ヘルナー（ドイツ語版、英語版）（1967年 - ）トライアスロン選手
- イェルク・ヤクシェ（ドイツ語版、英語版）（1976年 - ）自転車競技選手
- シュテッフェン・ヴァインホルト（ドイツ語版、英語版）（1986年 - ）ハンドボール選手。2016年リオデジャネイロオリンピック銅メダリスト。
- ダニエル・アトルング（1987年 - ）サッカー選手
- アレクサンダー・エーバーライン（1988年 - ）サッカー選手
- マルコ・ヴィットマン（1989年 - ）自動車レーサー
- ユリア・ジミック（ドイツ語版、英語版）（1989年 - ）女子サッカー選手

### ゆかりの人物
- ハンス・ベックラー（ドイツ語版、英語版）（1875年 - 1951年）政治家、労働運動活動家
- ハンス・フォーゲル（1881年 - 1945年）政治家。SPD党首を務めた。
- マックス・グルンディヒ（ドイツ語版、英語版）（1908年 - 1989年）企業家。グルンディッヒ創業者。
- ロニー・フィルプ（ドイツ語版、英語版）（1989年 - ）サッカー選手
- エドガー・プリプ（1989年 - ）サッカー選手
- レーナ・ドーブラ（1990年 - ）シンガーソングライター

## 参考図書
- Katrin Bielefeldt (2005). Geschichte Für Alle e. V.. ed. Geschichte der Juden in Fürth. Jahrhundertelang eine Heimat. Historische Spaziergänge. 3. Nürnberg: Sandberg-Verlag. ISBN 978-3-930699-44-5
- Heinrich Habel (1994). Stadt Fürth. Denkmäler in Bayern. 61. München
- Werner J. Heymann, ed (1990). Kleeblatt und Davidstern. Aus 400 Jahren jüdischer Vergangenheit in Fürth. Emskirchen
- Alexander Mayer (2010). Zu Wasser, zu Lande und in der Luft. Eine Fürther Verkehrsgeschichte. Erfurt: Sutton Verlag. ISBN 978-3-86680-594-1
- Ralf Nestmeyer (2012). Nürnberg, Fürth, Erlangen. Reisehandbuch. Erlangen: Michael Müller. ISBN 978-3-89953-710-9
- Bernd Noack (2007). Mit Licht und Schatten gepflastert – Elf literarische Erkundungen in Fürth. Gunzenhausen: Schrenk Verlag. ISBN 978-3-924270-49-0
- Barbara Ohm (1991). Die Stadt zwischen den Flüssen. Durch Fürth geführt. 1. Fürth
- Barbara Ohm (1999). Die Stadt jenseits der Flüsse. Durch Fürth geführt. 2. Fürth
- Barbara Ohm (2005). Auf den Spuren der Fürther Juden. Durch Fürth geführt. 3. Fürth
- Barbara Ohm (2007). Fürth. Geschichte der Stadt. Fürth: Verlag Jungkunz. ISBN 978-3-9808686-1-7
- Adolf Schwammberger (1968). Fürth von A bis Z. Ein Geschichts-Lexikon. Fürth
- Andrea Sommer (1989). Verein für Heimatforschung Alt-Fürth. ed. “Die Fürther Südstadt”. Fürther Heimatblätter NF 39:  1.
- Andrea Sommer (1990). Verein für Heimatforschung Alt-Fürth. ed. “Die Fürther Südstadt”. Fürther Heimatblätter NF 40:  1.
- Andrea Sommer (1990). Verein für Heimatforschung Alt-Fürth. ed. “Die Fürther Südstadt”. Fürther Heimatblätter NF 40:  81.
- Andrea Sommer (1991). Verein für Heimatforschung Alt-Fürth. ed. “Die Fürther Südstadt”. Fürther Heimatblätter NF 41:  10.
- Gerd Walther (1990). Die Fürther Altstadt rund um Sankt Michael. Fürth. ISBN 978-3-927347-21-2
- Gerd Walther, ed (1991). Fürth – Die Kleeblattstadt. Rundgänge durch Geschichte und Gegenwart. Fürth: Städtebilder-Verlag. ISBN 978-3-927347-22-9
- Johannes Wilkes (2011). Fürth ist sexy. Mönau-Verlag Erlangen. ISBN 978-3-936657-61-6
- Bernd Windsheimer (2007). Geschichte der Stadt Fürth. München. ISBN 978-3-406-55821-4
- Michael Zeller (1991). Mein Traum vom Dulden. Eine deutsch-jüdische Begegnung der anderen Art. Eggingen. ISBN 978-3-925016-79-0
- Johann Kaspar Bundschuh (1800). “Fürth”. Geographisches Statistisch-Topographisches Lexikon von Franken. Band 2: El–H. Ulm: Verlag der Stettinischen Buchhandlung. pp. 234–257 2019年12月22日閲覧。
- Georg Dehio (1999). Bayern I: Franken. Handbuch der deutschen Kunstdenkmäler (2 ed.). München: Deutscher Kunstverlag. pp. 363-. ISBN 978-3-422-03051-0
- Erich Keyser, ed (1971). Bayerisches Städtebuch. Teile 1. Teilband Unter-, Mittel- und Oberfranken. Deutsches Städtebuch. Handbuch städtischer Geschichte. 5. Stuttgart: Kohlhammer
- August Gebeßler (1963). Stadt und Landkreis Fürth. Bayerische Kunstdenkmale. 18. München: Deutscher Kunstverlag. pp. 10–62
- Hanns Hubert Hofmann (1954). Franken Reihe I Heft 4: Nürnberg-Fürth. Historischer Atlas von Bayern. München: Komm. für Bayerische Landesgeschichte 2019年12月22日閲覧。
- Wolf-Armin von Reitzensteintitle=Lexikon fränkischer Ortsnamen. Herkunft und Bedeutung. Oberfranken, Mittelfranken, Unterfranken (2009). München: C. H. Beck. p. 76. ISBN 978-3-406-59131-0
- Gottfried Stieber (1761). “Fürth”. Historische und topographische Nachricht von dem Fürstenthum Brandenburg-Onolzbach. Schwabach: Johann Jacob Enderes. pp. 382–388 2019年12月22日閲覧。
- Pleikard Joseph Stumpf (1853). “Fürth”. Bayern: ein geographisch-statistisch-historisches Handbuch des Königreiches; für das bayerische Volk. Zweiter Theil. München. pp. 674–675
- Wolfgang Wiessner (1963). Stadt und Landkreis Fürth. Historisches Ortsnamenbuch von Bayern. 1. München: Kommission für Bayerische Landesgeschichte. pp. 38–41
- Wolfgang Wüst (2007). Barbara OHM. ed. Kleeblatt Fürth. Konsensfindung und Herrschaftsteilung als Herausforderung für die gesellschaftliche Entwicklung vor 1800. Fürth. pp. 17–36
- （オーディオブック）Jahrgangschroniken „Fürth 1933.“ bis „Fürth 1982.“ Jahrgangschroniken Autoren: Gert Kuntermann, Alfred Spitzley, Lothar Berthold.

これらの文献は、翻訳元であるドイツ語版の参考文献として挙げられていたものであり、日本語版作成に際し直接参照してはおりません。